# Madonna (Künstlerin)

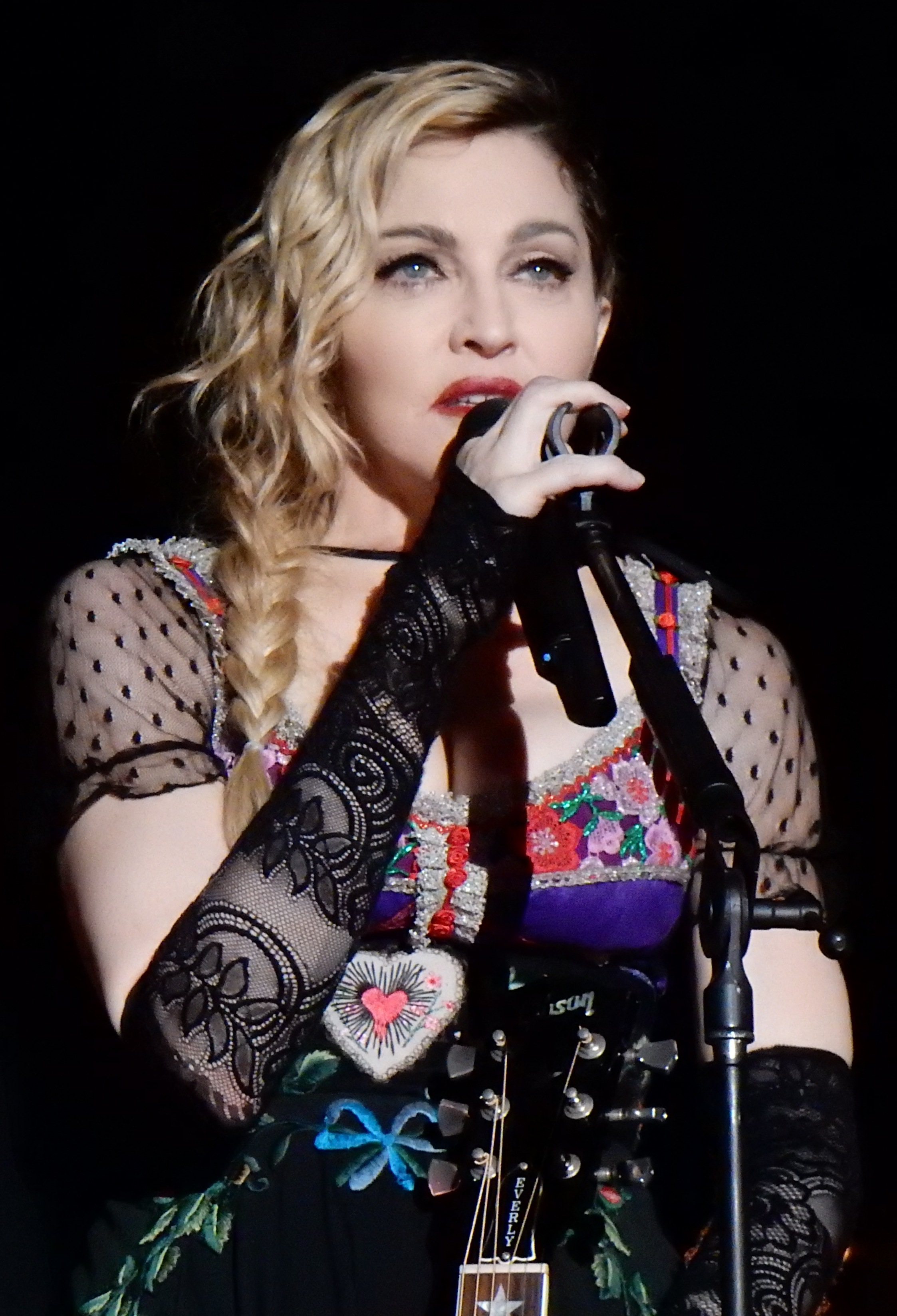
Madonna (2015)

Madonna (englische Aussprache [məˈdɑna]; * 16. August 1958 in Bay City, Michigan als Madonna Louise Ciccone) ist eine US-amerikanische Sängerin, Songschreiberin, Schauspielerin, Autorin, Regisseurin, Produzentin und Designerin.
Madonna stieg in den 1980er Jahren mit Hits wie Like a Virgin (1984), Material Girl (1985), La Isla Bonita (1987) und Like a Prayer (1989) zum Megastar auf. Weitere Welthits wie Vogue (1990), Frozen (1998), The Power of Good-Bye (1998), Music (2000), Hung Up (2005), 4 Minutes (2008) und Give Me All Your Luvin’ (2012), mit denen sie sich über Jahrzehnte hinweg an der Spitze der weltweiten Charts behauptete, schärften ihren Ruf als globale Pop-Ikone.
Sie verkaufte 400 Millionen Tonträger, womit sie die kommerziell erfolgreichste Sängerin der Welt und auf Platz 4 der weltweit erfolgreichsten Interpreten der Musikgeschichte ist. Das Guinness-Buch der Rekorde kürte sie mehrfach zur erfolgreichsten Musikerin der Welt sowie zur Sängerin mit den meisten verkauften Tonträgern aller Zeiten. In der Geschichte der amerikanischen Billboard-Charts ist sie der erfolgreichste Solo-Künstler und rangiert hinter den Beatles auf Platz 2. Mit 50 Songs an der Spitze einer singulären Sparte der Billboard-Charts ist sie der erste und bislang einzige Künstler, dem es gelang, so viele Nummer-eins-Hits in fünf verschiedenen Jahrzehnten zu erzielen.
Ihre Sticky & Sweet Tour (2008) und ihre MDNA Tour (2012) belegen die Plätze eins und drei der erfolgreichsten Welttourneen einer Sängerin. Die Musikfachzeitschrift Rolling Stone nennt ihre Blond Ambition Tour (1990) „die großartigste Konzerttour der 1990er Jahre“; die kontroverse Welttournee gilt in der modernen Musikgeschichte als Vorreiter heutiger Popkonzerte. Ihr Musikvideo zu Like a Prayer (1989) wurde vom Musiksender MTV zum popkulturell bahnbrechendsten Musikvideo gewählt, und ihr Album Erotica (1992) gilt als das kontroverseste Pop-Album der 1990er-Jahre.
Der US-amerikanische Fernsehsender VH1 kürte sie 2012 zur Greatest Woman in Music, auch steht sie im Billboard-Hot-100-Ranking der erfolgreichsten weiblichen Künstler auf Platz 1. 2020 wurde sie vom Billboard-Magazin zum größten Music Video Artist gekürt. Aufgrund ihrer Erfolge und ihres Einflusses auf andere Künstler gilt Madonna bei Musikwissenschaftlern und vielen Medien (u. a. World Music Awards und MTV) auch als weltweit bisher einflussreichste Sängerin. Sie wird von den Medien und ihren Fans auch als „Queen of Pop“ bezeichnet.
Zudem gilt sie als erste Frau im Musikbusiness, die jeden Schritt ihrer Karriere kontrollierte und stets volle Verantwortung für ihr Image in der Öffentlichkeit trug. Gemeinsam mit Michael Jackson und Prince gehört Madonna zu den drei wichtigsten Vertretern der modernen Popmusik. Laut Rolling Stone gilt Madonna als „wichtigste weibliche Stimme in der Geschichte der modernen Musik.“ Angesichts ihres großen kulturellen Einflusses gehört Madonna laut Time-Magazine zu den 25 mächtigsten Frauen des vergangenen Jahrhunderts.
Neben sieben Grammys (u. a. 1998 für Ray of Light) erhielt sie auch zwei Golden Globes (1997 für ihre Darstellung in der Musicalverfilmung Evita und 2012 für ihren Filmsong Masterpiece aus dem Film W.E., bei dem sie auch Regie führte). Außerdem schrieb sie einige Kinderbücher (Die englischen Rosen, 2003) und wurde 2008 in die Rock and Roll Hall of Fame aufgenommen. Sie ist mit einem geschätzten Vermögen von über 1 Milliarde US-Dollar eine der reichsten Personen im Musikgeschäft.

## Familie und Privatleben
Madonna wurde 1958 in Bay City im US-Bundesstaat Michigan geboren. Ihr Vater, Sohn italienischer Einwanderer, ist der Automechaniker Silvio Anthony Ciccone (* 1931). Benannt wurde sie nach ihrer Mutter, der Frankokanadierin Madonna Louise Fortin (1933–1963). Ihr Spitzname innerhalb der Familie war Little Nonni. Ihre Eltern heirateten im Juli 1955 und bekamen sechs Kinder. Madonna hat zwei jüngere Schwestern, Paula und Melanie, die 1959 und 1962 geboren wurden. Von ihren drei Brüdern lebt nur noch ein älterer Bruder Martin (* 1957). Ihr anderer ebenfalls älterer Bruder Anthony (1956–2023) und ihr jüngerer Bruder Christopher Ciccone (1960–2024) sind verstorben.
Als Madonna fünf Jahre alt war, starb ihre Mutter im Alter von 30 Jahren an Brustkrebs. 1966 heiratete ihr Vater die Haushälterin der Familie, mit der er zwei weitere Kinder hat. 1967 nahm Madonna anlässlich ihrer Firmung den zusätzlichen Namen Veronica als dritten Vornamen an.
Sie war von 1985 bis 1989 mit dem US-amerikanischen Schauspieler Sean Penn verheiratet. Am 14. Oktober 1996 wurde eine Tochter geboren; sie stammt aus Madonnas Beziehung mit ihrem kubanischen Fitnesstrainer Carlos Leon. Von 2000 bis 2008 war Madonna mit dem britischen Regisseur Guy Ritchie verheiratet. Aus dieser Ehe stammt ein Sohn, der am 11. August 2000 zur Welt kam. Nach der Scheidung kämpften beide Elternteile lange Zeit um das Sorgerecht des gemeinsamen Kindes.
Ab Oktober 2006 bemühte sie sich um die Adoption eines 15 Monate alten Jungen aus Malawi, diese wurde im Mai 2008 rechtskräftig. Im Juni 2009 adoptierte sie ein ebenfalls aus Malawi stammendes vierjähriges Halbwaisenmädchen. Im Februar 2017 gab sie die Adoption von malawischen Zwillingsmädchen bekannt.

## Frühe Lebensjahre

### 1958–1977
Nach Madonnas Geburt in Bay City lebte die Familie zunächst in Pontiac. Ende der 1960er Jahre siedelte sie in die Kleinstadt Rochester um. Madonna wurde in katholischen Schulen und zeitweise in einer Klosterschule erzogen. Selbstbestätigung fand sie in der Schule, der Rochester Adams High School in Oakland County, vor allem bei Theateraufführungen und im Cheerleading. Sie war eine gute Schülerin. An der High School gehörte sie zu den besten zwei Prozent mit einem IQ von 140.
Nebenbei nahm sie Klavierstunden und Tanzunterricht und beschloss, nach der Schule Tänzerin zu werden. Ihr Tanzlehrer Christopher Flynn erkannte ihre Talente und förderte sie. Gemeinsam besuchten sie neben Museen und Theatern auch die Schwulendiscos in Detroit, wo sie Stephen Bray kennenlernte, mit dem sie später einige ihrer größten Hits produzierte. Diese Zeit prägte auch ihren musikalischen Stil, der sich an rockigem New Wave orientierte, bevor er später in Dance und Disco mündete. Flynn bestärkte sie, nach New York City zu gehen und dort Karriere zu machen.
Nach der High School begann Madonna eine Tanzausbildung an der University of Michigan, brach sie jedoch ab. Stattdessen zog sie mit 30 US-Dollar im Gepäck nach New York. Die erste Zeit hielt sie sich mit Gelegenheitsjobs über Wasser: Sie arbeitete als Kellnerin, verkaufte Donuts und machte Nacktaufnahmen, die wenige Jahre später in Millionenauflage in den Männermagazinen Playboy und Penthouse erschienen.

## Karriere

### 1978–1983
Nach Engagements als Tänzerin bei der Alvin Ailey Dance Troupe und Pearl Lang’s Dance Company experimentierte Madonna als Sängerin und Schlagzeugerin in Punk- und Popbands wie Breakfast Club oder Emmy. Kurzzeitig hatte sie einen ersten Plattenvertrag bei Gotham Productions, doch nach einigen Demoaufnahmen und Jobs als Backgroundsängerin trennte man sich wieder. Nebenbei lernte sie Schlagzeug und Gitarre spielen und schrieb ihre ersten Lieder mit Dan Gilroy und Stephen Bray. Der Sänger Patrick Hernandez (Born to Be Alive) protegierte Madonna 1979 und nahm sie mit nach Paris, um sie als Star herauszubringen. Sie begleitete ihn jedoch nur als Tänzerin zu seinen Shows und ging nach vier Monaten wieder zurück nach New York.
Dort wurde sie in den Diskotheken bekannt, als sie zu den Demos ihrer ersten Lieder tanzte und nebenbei Kontakte zu Discjockeys knüpfte, die Verbindungen zur Plattenindustrie hatten. Einer dieser Discjockeys war Mark Kamins, der später Madonnas erste Single Everybody produzierte. Kamins stellte sie dem Geschäftsführer von Sire Records, Seymour Stein, vor. Der war begeistert von Madonnas Demobändern (unter anderem Everybody, Ain’t No Big Deal, Burning Up), und so bekam sie 1982 einen weiteren Plattenvertrag. Die Single Everybody wurde ein Achtungserfolg in den Discotheken und verkaufte sich 250.000-mal. Zu dieser Zeit lebte sie mit ihrem Freund, dem Künstler Jean-Michel Basquiat, zusammen.
Im Juli 1983 erschien Madonnas Debütalbum Madonna, das ihr damaliger Freund und DJ Jellybean Benitez produziert hatte. Mit der dritten Single Holiday schaffte sie den Durchbruch in die Top Ten der internationalen Charts. Neben zahlreichen Fernsehauftritten in den Vereinigten Staaten, Europa und Japan drehte Madonna den Film Vision Quest (int. Crazy for You) unter der Regie von Harold Becker. Sie hatte nur zwei kurze Auftritte als Nachtclubsängerin, doch ein Jahr später wurde der Film zu einem Hit – vor allem durch Madonnas Singles Crazy for You und Gambler.

### 1984–1989
Nachdem sich das erste Album millionenfach verkauft hatte, suchte sich Madonna einen neuen Produzenten: Nile Rodgers, der schon Michael Jackson, Duran Duran und David Bowie produziert hatte. Madonnas Musik wurde nun rockiger, behielt aber ihre eingängigen Melodien. Aus dieser Zusammenarbeit entstand das Album Like a Virgin. Den Titelsong präsentierte Madonna bei der ersten Verleihung der MTV Video Music Awards im September 1984 in einem Hochzeitskleid. US-amerikanische Elternverbände und konservative Medienwächter zeigten sich schockiert, aber das junge Publikum war begeistert.
Von nun an wurden alle Trends von Madonnas Fans kopiert. Kruzifixe, bauchfreie Tops und Lederarmbänder waren der Anfang. Madonna begann, zu jedem Album einen neuen Look zu entwickeln, den sie sich häufig von den klassischen Hollywood-Stars entlieh. Mit dem folgenden Video zu Material Girl kopierte sie ihr Vorbild Marilyn Monroe. Beim Videodreh in Los Angeles lernte Madonna am Set den amerikanischen Schauspieler Sean Penn kennen und lieben. Im Frühjahr 1985 war Madonna erstmals auf ausverkaufter Tour durch die Vereinigten Staaten und Kanada. Das Album Like a Virgin verkaufte sich rund 20 Millionen Mal und gehört zu den 100 weltweit meistverkauften Alben.
Ihre Singles führten die Charts rund um die Welt an, und ihr erster von Susan Seidelman gedrehter Kinofilm Susan … verzweifelt gesucht mit der erfolgreichen Single Into the Groove wurde ein Hit bei Kritikern und beim Publikum. Ebenso konnte sie ihre Popularität durch einen Auftritt beim Live-Aid-Konzert steigern. Kurz zuvor waren ihre alten Aktbildaufnahmen aus ihrer New Yorker Zeit vor ihrem Durchbruch in einschlägigen Herrenmagazinen erschienen. Am 16. August 1985, ihrem 27. Geburtstag, heiratete Madonna in Los Angeles Sean Penn.

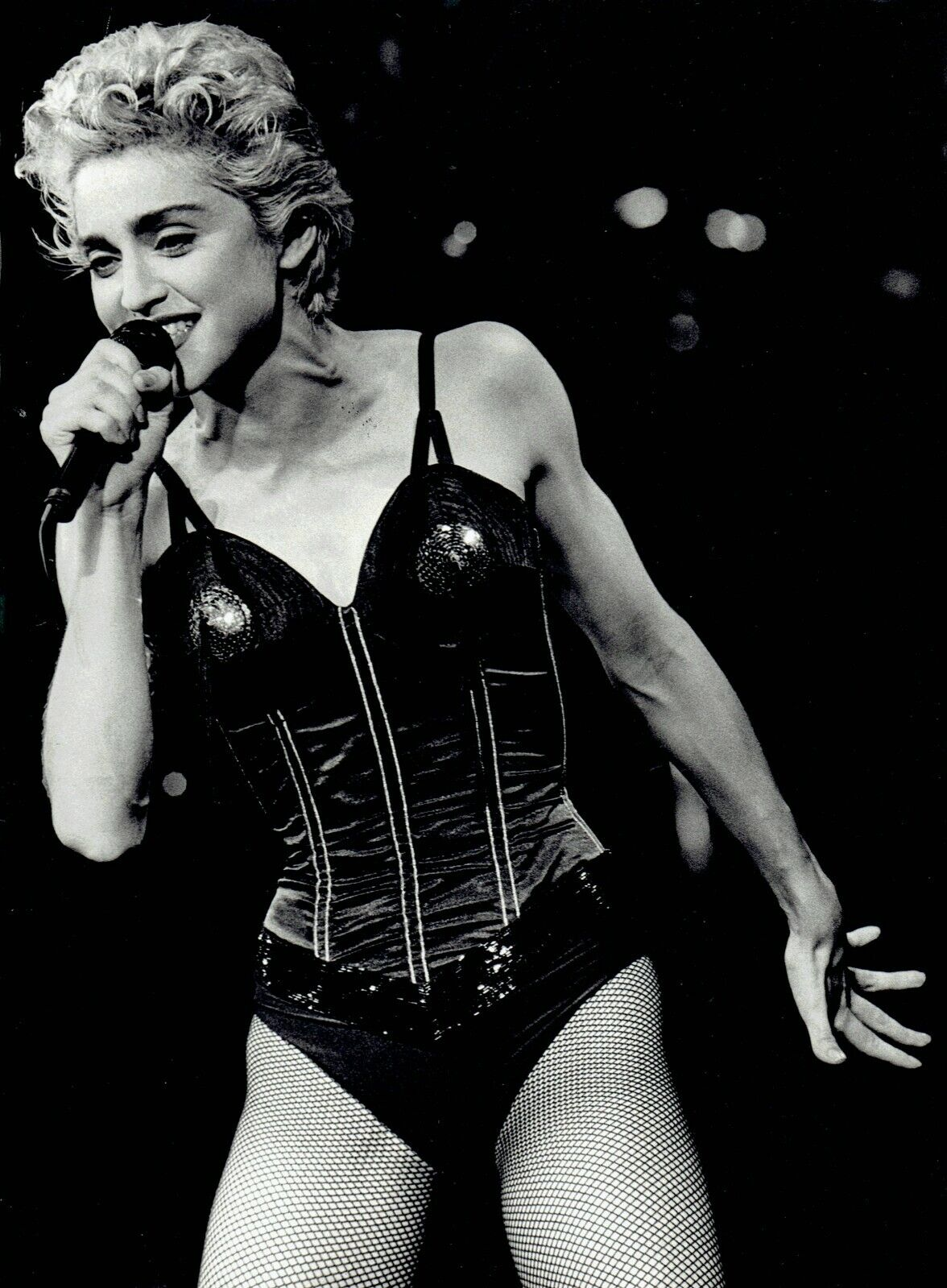
Madonna auf der Who’s That Girl World Tour, hier in East Troy, Wisconsin

Vom „Rausch des Verliebtseins“ kündete das 1986 erschienene Album True Blue – gewidmet ihrem Mann, dem „coolsten Mann des Universums“. Das Album, auf dem Madonna an allen Titeln mitgeschrieben hatte, belegte in 28 Ländern Platz eins der Charts und konnte über 25 Millionen Mal verkauft werden. Die Lieder Live to Tell, Papa Don’t Preach und Open Your Heart kletterten auf Platz eins der Billboard Single-Charts, La Isla Bonita wurde ihre erste Nummer eins im deutschsprachigen Raum. Das Coverfoto von Herb Ritts machte sie zu einer Ikone der 1980er Jahre. Sie ließ sich in Kleidung von Lagerfeld, Lacroix oder Chanel fotografieren und etablierte sich als Sexsymbol.
Im Juni 1987 startete sie die Who’s That Girl World Tour. Mit dieser Welttournee wurde sie die erfolgreichste Popsängerin der 1980er Jahre. Die Tour begann in Japan, führte durch die Vereinigten Staaten und Kanada und ab August 1987 durch Europa. Ihr erster Auftritt in Deutschland war am 22. August 1987 im Frankfurter Waldstadion vor 60.000 Zuschauern. Das Wembley-Stadion in London war dreimal nacheinander ausverkauft, und auch in Frankreich war die Begeisterung groß. Bei ihrem Pariser Konzert am 29. August waren 120.000 Fans zugegen. Die Show in Turin wurde am 4. September 1987 live per Satellit im Fernsehen übertragen.
Madonnas Alben und Singles verkauften sich in aller Welt millionenfach, aber ihre Filmkarriere kam nicht in Gang: Die Filme Shanghai Surprise (1986) und Who’s That Girl (1987) waren Flops. Die Ehe mit Sean Penn geriet in eine Krise. Im November 1987 veröffentlichte Madonna ein Remixalbum mit dem Titel You Can Dance. Damit verabschiedete sie sich eine Weile vom Musikgeschäft.
1988 drehte sie einen weiteren Film, Bloodhounds Of Broadway, und war von Mai bis September am Broadway in dem ausverkauften Theaterstück Speed the Plow zu sehen. Danach bereitete sie ihr neues Album Like a Prayer vor. Das Album verarbeitete ihre gescheiterte Ehe, das komplizierte Verhältnis zu ihrer Familie und nicht zuletzt ihr gespaltenes Verhältnis zur katholischen Kirche. Das Titellied wurde 2004 von den amerikanischen und deutschen Redaktionen der Musikzeitschrift Rolling Stone zu einem der „500 besten Songs aller Zeiten“ gewählt.
1989 wurde ihre Ehe mit Sean Penn geschieden. Musikalisch aber war sie weiterhin erfolgreich. Das Musikvideo zu Like a Prayer wurde im März 1989 veröffentlicht. Darin thematisiert Madonna unter anderem Rassismus, in dem Video wird ein Schwarzer unschuldig eines Gewaltverbrechens bezichtigt, sie tanzt vor brennenden Kreuzen – Symbolen des Ku-Klux-Klans – und küsst eine zum Leben erwachte Statue von Martin von Porres, die viele für einen „schwarzen Jesus“ hielten. Der Getränkekonzern Pepsi stoppte daraufhin eine Werbekampagne mit ihr, und auch der Vatikan zeigte sich entrüstet.
Ein weiteres Video sorgte für weltweites Aufsehen. In Express Yourself ließ sich Madonna von Fritz Langs Film Metropolis inspirieren, zeigte sich in Strapsen und tanzend im Männeranzug und lag nackt mit schweren Eisenketten im Bett. Die Single-Auskopplung Cherish platzierte sich erneut in den US-Top-fünf, womit Madonna 16 US-Top-fünf-Singles in ununterbrochener Reihenfolge hatte, was vorher nur den Beatles gelungen war. MTV nannte sie „Artist of the Decade“.

### 1990–1996

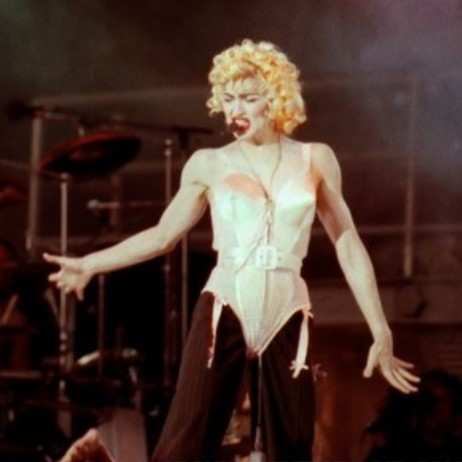
Madonna live bei der Blond Ambition World Tour, 1990

Die neue Welttournee Blond Ambition World Tour startete am 13. April 1990 in Tokyo, Japan. Danach kamen zahlreiche Konzerte in den Vereinigten Staaten und Kanada, und im Sommer stand schließlich Europa auf dem Tourplan. Auf der Bühne trug sie Kreationen des Pariser Mode-Designers Jean Paul Gaultier. Kaum eine Performance prägte Madonnas Image mehr als ihre Darbietung von Like a Virgin. Sie trug ein goldenes Korsett mit kegelförmigem BH, dabei simulierte sie eine Masturbation. In Kanada drohte Madonna sogar eine Haftstrafe, und in Italien rief der Vatikan zum Boykott von Madonnas Konzert in Rom auf. Am 5. August 1990 ging Madonnas kontroverse Blond Ambition Tour in Nizza zu Ende. Dieses Konzert wurde exklusiv in den Vereinigten Staaten im Fernsehen von HBO übertragen und erzielte eine hohe Einschaltquote.
Madonnas Affäre mit Warren Beatty währte 1990 so lange, bis der gemeinsame Film Dick Tracy ein Erfolg wurde. In diesem Kino-Abenteuer ist sie als Protagonistin Breathless Mahoney zu sehen. Madonna steuerte mit dem Album I’m Breathless auch den Soundtrack des Films bei. Vogue, eigentlich als B-Seite der letzten Like A Prayer-Auskopplung Keep It Together gedacht, wurde kurzfristig als eigenständige Single herausgebracht und damit zu einem ihrer größten Hits; das Video des Regisseurs David Fincher machte aus Madonna eine Ikone der Schwulen. Kurz darauf gab sie eine Erklärung über schwule Freunde und Familienmitglieder ab – und brachte sich medienwirksam als potenzielle Bisexuelle ins Gespräch, als sie mit Sandra Bernhard und Rosie O’Donnell Küsse austauschte.
Madonnas erstes Greatest-Hits-Album The Immaculate Collection wurde bis heute über 30 Millionen Mal verkauft und damit zum meistverkauften „Best of“ einer Sängerin. Es präsentierte auch den nächsten Skandal: Das sexuell freizügige Video zu Justify My Love, das mit ihrem damaligen Liebhaber, dem Model Tony Ward, aufgenommen wurde. Von vielen Fernsehsendern wurde es boykottiert oder ins Nachtprogramm verbannt. Diesen Video-Skandal nutzte Madonna geschickt und brachte Justify My Love als VHS-Single auf den Markt.
Am Abend der Oscar-Verleihung am 25. März 1991 wurde sie von Michael Jackson begleitet und präsentierte live das Lied Sooner or Later aus dem Film Dick Tracy. Der Song gewann schließlich den Oscar in der Kategorie Best Original Song. Im Mai 1991 veröffentlichte Madonna den Dokumentarfilm Truth or Dare, eine Dokumentation der Blond Ambition-Tour im Jahr 1990. Um Werbung für ihren Film zu machen, kam Madonna am 12. Mai 1991 zum Film-Festival von Cannes in Südfrankreich und produzierte ihren nächsten Skandal: Auf dem Roten Teppich öffnete sie ihren Seidenkimono und entblößte sich in Dessous. In Europa kam der Film mit dem Titel In Bed with Madonna in die Kinos. Ebenso wirkte Madonna in den Filmen wie Eine Klasse für sich (1992) und Schatten und Nebel (1992) mit. Beide hatten durchaus positive Kritiken und waren auch an der Kinokasse ein Erfolg.
Um sich unabhängig zu machen, gründete sie ihre eigene Produktionsfirma Maverick, um uneingeschränkte Freiheit über ihr Schaffen zu bekommen und auch, um Nachwuchstalente zu fördern. Maverick brachte unter anderem Alben von Alanis Morissette, Meshell Ndegeocello, Candlebox und The Prodigy heraus. 1992 folgte mit Erotica ein Konzeptalbum zum Themenbereich Sexualität und Romantik mit zumindest äußerlicher BDSM- und Fetisch-Symbolik. In seinen Texten stellt das Album den in der Popkultur weit verbreiteten inhaltlichen Bezug zwischen sexuell motivierten Kontakten und romantischen Gefühlen oder Liebe nicht her. Stattdessen fokussiert es sich auf sexuell konnotierte Mehrdeutigkeiten, oft augenzwinkernd und unter Einsatz von Sprechgesang. Als Dance-Album ist es sehr stark durch die Hip-Hop-lastigen Beats und Melodien geprägt, die damals für die beiden Koproduzenten Shep Pettibone und André Betts typisch waren. Es greift sowohl Elemente der damaligen House-Clubszene, Contemporary R&B als auch Jazzmusik auf. Es war das erste Album der Künstlerin, das auf dem US-Markt mit einem Jugendschutzhinweis versehen werden musste. Eine zensierte Zweitausgabe enthielt das Lied Did You Do It? nicht. Erotica wurde retrospektiv als eines ihrer revolutionärsten und popkulturell einflussreichsten Statements zu Queerness, dem Stigma um AIDS und schwarzer Kultur gefeiert, indem es diese Themen in den Mainstream brachte. Das Album erreichte Platz zwei der US-Charts und zog sechs Singleauskopplungen nach sich, von denen das Titellied Erotica die erfolgreichste wurde. Das Lied war zugleich der Titel mit dem zweithöchsten Einstiegsplatz in der Geschichte der U.S. Hot 100 Airplay Charts. Das zum Lied gehörende Musikvideo wurde in den Vereinigten Staaten von MTV aufgrund seiner sexuellen Ausrichtung nur dreimal in unzensierter Originalfassung ausgestrahlt.
Zum Werbefeldzug von Erotica gehörte auch der erotische Bildband SEX, den Madonna am 21. Oktober 1992 veröffentlichte und damit für weltweite Schlagzeilen und Kontroversen sorgte. Niemals zuvor hatte sich ein international bekannter Pop-Künstler derartig in Szene gesetzt und sich einem Millionenpublikum nackt in sexuellen Posen präsentiert. SEX kam in einer Auflage von 1,5 Millionen Exemplaren heraus, die innerhalb einer Woche ausverkauft war.
Der Erotik-Thriller Body of Evidence versuchte 1993 vergeblich, den Erfolg des Kassenschlagers Basic Instinct zu wiederholen. Madonna „gewann“ mit diesem Kinofilm eine weitere Goldene Himbeere als schlechteste Schauspielerin. Im Frühjahr 1993 drohte ihre filmische und musikalische Karriere wegen der erotischen Offensive zu stagnieren. Der unter der Regie von Abel Ferrara gedrehte Film Snake Eyes floppte erneut an den Kinokassen und die Single Bad Girl erreichte erstmals seit 1983 nicht mehr die amerikanischen Top 20 der Billboard-Charts.

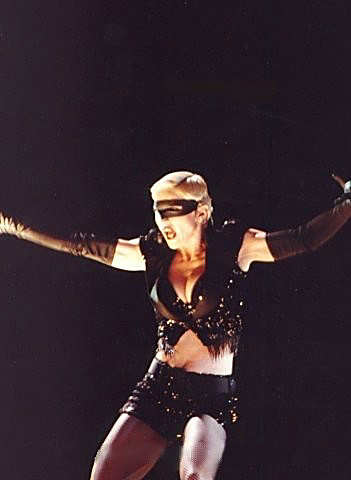
Madonna live bei der The Girlie Show World Tour, 1993

Ein großer Erfolg allerdings wurde die ausverkaufte 1993er Welttournee The Girlie Show. Am 25. September 1993 eröffnete Madonna ihre neue Welttournee im Londoner Wembley-Stadion vor 72.000 Fans. Das Bühnenprogramm, inspiriert unter anderem vom Musical Hair und der deutschen Filmdiva Marlene Dietrich, verursachte erneut Proteste konservativer Organisationen und Politiker – dieses Mal wegen einer angedeuteten Gruppensex-Szene. Madonna trat in ihr als peitschenschwingende Domina umgeben von Oben-Ohne-Tänzerinnen auf. In Puerto Rico verursachte Madonna einen Skandal, als sie die Flagge der Insel zwischen ihren Beinen rieb; orthodoxe Juden protestierten gegen ihren ersten Auftritt in Israel. Höhepunkt der Tour waren die ausverkauften Open-Air-Konzerte in Australien, wo sie ebenfalls erstmals live zu sehen war. Festgehalten wurde dieser große Erfolg auf der DVD Madonna The Girlie Show – Live Down Under.
Im März 1994 sorgte sie erneut für einen Skandal bei ihrem Talkshow-Auftritt bei David Letterman. Madonnas als unangemessen empfundene Ausdrucksweise und ihr eigenartiges Verhalten sorgten für Entrüstung in den US-Medien. Madonna hatte in dem Film Blue in the Face – Alles blauer Dunst von Wayne Wang einen kurzen Auftritt als singendes Telegramm. Mit ihrem nächsten Album Bedtime Stories (1994) konnte sich Madonna wieder besser präsentieren, unter anderem als erstklassige Balladen-Sängerin. Das stilistisch vielfältige Album, an dessen Produktion unter anderem Babyface, Nellee Hooper, Dallas Austin und Björk beteiligt waren, wurde von den meisten Kritikern recht wohlwollend aufgenommen, und auch die Verkaufszahlen zogen langsam wieder an. Die zweite Singleauskopplung, Take a Bow, erreichte Platz eins der Billboard-Charts und wurde in den Vereinigten Staaten zu einer ihrer erfolgreichsten Singles.
Im Jahr 1995 arbeitete die nun 37-jährige Madonna als Model für Gianni Versace. Der Mailänder Modeschöpfer gestaltete mit ihr seine Mode-Kollektionen. Um ihr Publikum auf ihren nächsten wichtigen Karriereschritt vorzubereiten, brachte Madonna im Herbst 1995 ihre schönsten Balladen auf dem Album Something to Remember heraus; ebenso wirkte sie in dem Episodenfilm Four Rooms und in Spike Lees Film Girl 6 mit.
1996 wurden Madonnas jahrelange Bemühungen um die Rolle der Evita Perón im Andrew-Lloyd-Webber-Musical Evita belohnt. Alan Parker verpflichtete sie für die Hauptrolle. Madonna begeisterte die Argentinier, als sie auf dem Balkon des Präsidentenpalastes in Buenos Aires Don’t Cry for Me Argentina vor Hunderten von Komparsen sang. Evita wurde zum erfolgreichsten Musical-Film der 1990er Jahre. Das dazugehörige Album Evita verkaufte sich sehr gut, und Madonna machte wieder mehr musikalisch als durch Skandale auf sich aufmerksam. „Gekrönt“ wurde dieses Comeback ein Jahr später, als sie 1997 den Golden Globe als beste Schauspielerin erhielt. Für den Academy Award (Oscar) wurde sie allerdings nicht nominiert. Trotzdem präsentierte sie dort das Lied You Must Love Me, das den Preis für die Komponisten/Texter Andrew Lloyd Webber und Tim Rice gewann.
Am 14. Oktober 1996 wurde Madonna Mutter, als sie ihre Tochter Lourdes Maria in Los Angeles zur Welt brachte. Vater des Kindes ist Madonnas damaliger Fitness-Trainer Carlos Leon. Ein Jahrzehnt, das für Madonna kontrovers begann, wurde nun durch ihr erstes Kind, ihre erste Musical-Rolle und einen Golden Globe als beste Schauspielerin belohnt. Auch musikalisch brach die 39-jährige Madonna zu neuen Ufern auf.

### 1997–2004
Nach der Geburt ihrer Tochter begann Madonna mit der Arbeit am neuen Album Ray of Light. Um einen neuen Sound zu entwerfen, engagierte Madonna den britischen Produzenten William Orbit. Mit dem im März 1998 veröffentlichten Album konnte Madonna an ihre erfolgreichsten Zeiten anknüpfen: sie erhielt im Februar 1999 vier Grammys – unter anderem für das beste Pop-Album und das beste Dance-Album – nachdem sie bei den Grammy-Nominierungen jahrelang ignoriert worden war. Textlich stellte Madonna die Themen Mutterschaft (Little Star) und ihre Zuneigung zu fernöstlichen Religionen in den Mittelpunkt (Frozen, Shanti/Ashtangi, Sky Fits Heaven). Vom Album Ray of Light wurden bis heute 17 Millionen Tonträger verkauft und fünf Singles veröffentlicht. Die dazugehörigen Videos setzten neue Akzente im Videoclip-Genre. Ray of Light wurde zu Madonnas erfolgreichstem Studioalbum der 1990er Jahre.
Im September 1998 lernte Madonna bei einem Abendessen bei ihrem Musiker-Freund Sting in London den britischen Regisseur Guy Ritchie kennen und lieben. In Interviews sprach Madonna zu dieser Zeit häufig über ihr Mutterglück, gab pädagogische Erziehungsratschläge und war in vielen Fernseh-Shows zu Gast. Außerdem machte sie kein Geheimnis daraus, dass sie eine begeisterte Studentin der jüdischen Kabbala ist. Die Kosmetikfirma Max Factor (Ellen Betrix) gestaltete mit Madonna 1999 ihre weltweite Werbekampagne.
Kommerziell nicht erfolgreich hingegen war der Film Ein Freund zum Verlieben. Mit diesem Film allerdings steht ein weiterer weltweiter Hit Madonnas in Verbindung, nämlich die Coverversion von Don McLeans Klassiker American Pie. Mit diesem Song erreichte sie erstmals wieder den ersten Platz der deutschen Hitparade nach La Isla Bonita im Jahr 1987. Das elektronische Folgealbum Music aus dem Jahr 2000 überzeugte mit innovativer Produktion und Undergroundsounds des französischen DJs Mirwais. Im Mittelpunkt dieser Produktion stand erstmals Madonnas gereiftere Stimme, die minimalistisch, vor allem mit Gitarre und elektronischen Beats unterlegt wurde. Album und Singles wurden zu einem großen Erfolg: Die Singles wie Videos, zum Beispiel Music und Don’t Tell Me, lösten den nächsten Mode-Trend aus: Cowboyhut, Hüfthosen und Boots. Das Album verkaufte sich 15 Millionen Mal. Zur Vorbereitung auf ihre Tour im darauffolgenden Jahr gab Madonna im Herbst 2000 zwei kleine Konzerte in New York und London, in denen sie Songs aus Music präsentierte.

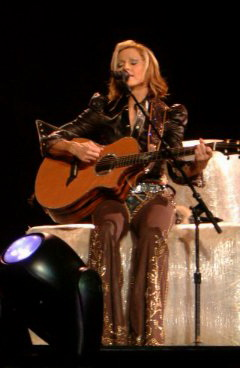
Madonna live bei der Drowned World Tour, 2001

Nach der Geburt ihres Sohnes Rocco am 11. August 2000 und ihrer Hochzeit mit Guy Ritchie am 22. Dezember 2000 in Dornoch/Schottland startete Madonna im Juni 2001 nach jahrelanger Bühnenabstinenz die ausverkaufte Drowned World Tour, die sie nach Spanien, Italien, Deutschland, Frankreich und England führte. Im Juli begann Madonnas US-Tour. Am 14. September endete die Tour in Los Angeles. Da drei Tage zuvor die Terroranschläge vom 11. September 2001 die Welt schockiert hatten, unterbrach Madonna die Tour und rief ihr Publikum zum Gebet auf. Das zweite Greatest-Hits-Album GHV2 erschien im November 2001. Es bot kein neues Material und Madonna bewarb es auch nicht.
Danach kehrte Madonna im Mai 2002 nach 14 Jahren wieder auf die Theaterbühne zurück. Im Stück Up For Grabs von David Williamson unter der Regie von Laurence Boswell spielte Madonna die Rolle der Kunsthändlerin Loren. Up For Grabs wurde im Wyndham’s Theatre im Londoner West End aufgeführt, und Madonna erhielt den Publikumspreis (Theatregoers’ Choice Award).
Im Herbst 2002 erregte Madonna mit ihrem gemeinsam mit Mirwais geschriebenen Titellied zu James Bond – Stirb an einem anderen Tag Aufsehen. Die Another Day wurde zum meistverkauften Bond-Titellied und Madonna spielte in dem Film auch eine kleine Cameorolle: die Fechtlehrerin Verity. Ebenso war Madonna in Guy Ritchies Film Swept Away zu sehen, der allerdings einer der größten Flops der Filmgeschichte wurde.
2003 erschien das Album American Life. Das Nachfolgealbum von Music brachte wenig Neues in Madonnas musikalische Welt. Zudem geriet es 2003 in den Sog von Madonnas Parteinahme gegen den US-amerikanischen Präsidenten George W. Bush. Ihr Engagement gegen den Irakkrieg löste bei den konservativen Radiostationen einen Boykott aus, der Platzierungen der folgenden ausgekoppelten Singles in den Billboard Charts verhinderte, obwohl Die Another Day, American Life und Hollywood in den Top Ten der bestverkauften Singles standen. Die Singles Die Another Day und Nothing Fails standen sogar auf Platz eins der Verkaufscharts. Das Album American Life blieb mit 5 Millionen verkauften Tonträgern weit hinter den Erwartungen zurück. Das Projekt American Life, insbesondere Madonnas politische „Werbung“ hatte ihrer Karriere in den Vereinigten Staaten geschadet. Kurz darauf veröffentlichte Madonna erstmals in ihrer Karriere ein Duett als Single, nämlich Me Against The Music zusammen mit Britney Spears. Madonna hatte schon vorher mit anderen Interpreten zusammen Lieder aufgenommen – mit Prince den Love Song auf dem Album Like a Prayer sowie 1999 mit Ricky Martin Be Careful (Cuidado con mi corazon) für dessen Album Ricky Martin – aber beide Songs waren nicht als Single erschienen. Der Live-Kuss mit Britney Spears (und Christina Aguilera) bei den MTV Awards 2003 brachte Madonna wieder ins Gespräch – und das schnell produzierte Duett mit Britney Spears wurde ein passabler Erfolg. Madonnas Remixalbum Remixed & Revisited konnte dem Hauptalbum American Life keinen neuen Schwung verleihen.

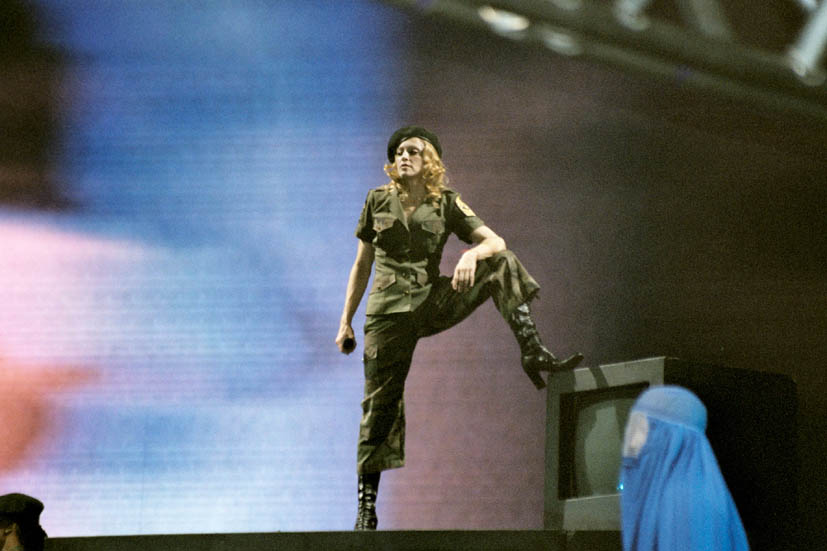
Madonna live bei der Re-Invention World Tour, 2004

Im September 2003 erschien Madonnas erstes Kinderbuch Die Englischen Rosen. Die New York Times und Barnes & Noble notierten das Buch auf Platz eins der meistverkauften Bücher – und auch die vier folgenden waren so erfolgreich, dass Madonna Fortsetzungen und ein umfangreiches Merchandising (Kleidung, Geschirr, Schmuck etc.) für Die englischen Rosen produzieren ließ. Die Autorin spendete ihre gesamten Gewinne aus dem Projekt an nahestehende Kinderhilfsorganisationen.
Ein großer Erfolg war die Re-Invention World Tour 2004. Madonna war mit dieser ausverkauften Tournee wieder in den Vereinigten Staaten, Kanada und Europa zu sehen. Die Show bot politische Aussagen, exklusive Kostüme von Karl Lagerfeld, religiöse Motive und einen kalkulierten Skandal: Madonna sang ein Lied auf einem „elektrischen Stuhl“. Im Gegensatz zu den letzten Tourneen standen dieses Mal ihre größten Hits im Mittelpunkt, darunter viele Lieder aus den 1980er Jahren. Diese Tournee war Madonnas einziges musikalisches Projekt des Jahres 2004. Ähnlich wie bei der Blond Ambition-Welttournee ließ Madonna sich, ihre Tänzer und alles, was rund um die Tour geschah, dokumentarisch festhalten. Die Tour-Dokumentation I’m Going to Tell You a Secret feierte im Oktober 2005 in New York Premiere und ist mittlerweile als DVD erhältlich.
Weihnachten 2004 erneuerten Madonna und Ritchie ihr Ehegelübde. Die beiden tauschten bei einer Zeremonie erneut die Ringe.

### 2005–2007
2005 startete Madonna mit einer Kampagne des Modehauses Versace. Die Fotoserie von Fotograf Mario Testino ließ sich Donatella Versace 10,5 Millionen US-Dollar kosten. Zugunsten der Flutopfer des Tsunamis, der Teile Asiens im Dezember 2004 heimgesucht hatte, trat sie mit anderen namhaften Stars bei Tsunami Aid auf und sang den John-Lennon-Klassiker Imagine. Ein weiterer Auftritt zu einem Benefizkonzert fand am 2. Juli 2005 statt. Madonna trat beim Live 8-Konzert in London auf – 20 Jahre nach dem Live Aid-Konzert. Bei ihrer Show präsentierte sie die Klassiker Like a Prayer, Ray of Light und Music.
Am 16. August 2005, ihrem 47. Geburtstag, stürzte Madonna vom Pferd und brach sich das Schlüsselbein, die Hand und mehrere Rippen. Trotz dieser Verletzungen drehte sie zwei Monate später das Tanzvideo zu Hung Up. Im November 2005 kam schließlich Madonnas lange erwartetes Album Confessions on a Dance Floor auf den Markt, mit dem sie in 29 Ländern Nummer eins wurde. Dieses Mal war Stuart Price der führende Produzent des Albums. Mit ihrem Dance-Album wurde die 47-Jährige wieder auf den Tanzflächen der Clubs gespielt. Begleitet wurde das Album von einem Song, der im Herbst 2005 den Ton angab: Hung Up. Für den größten Hit ihrer Karriere durfte Madonna ein Sample des ABBA-Klassikers Gimme! Gimme! Gimme! (A Man After Midnight) verwenden. Von der Verkaufsstrategie her ging Madonna neue Wege, denn Hung Up erschien zuerst als Handy-Klingelton zum Herunterladen. Als der Song kommerziell erschien, gelangte Hung Up in 41 Ländern auf Platz eins.

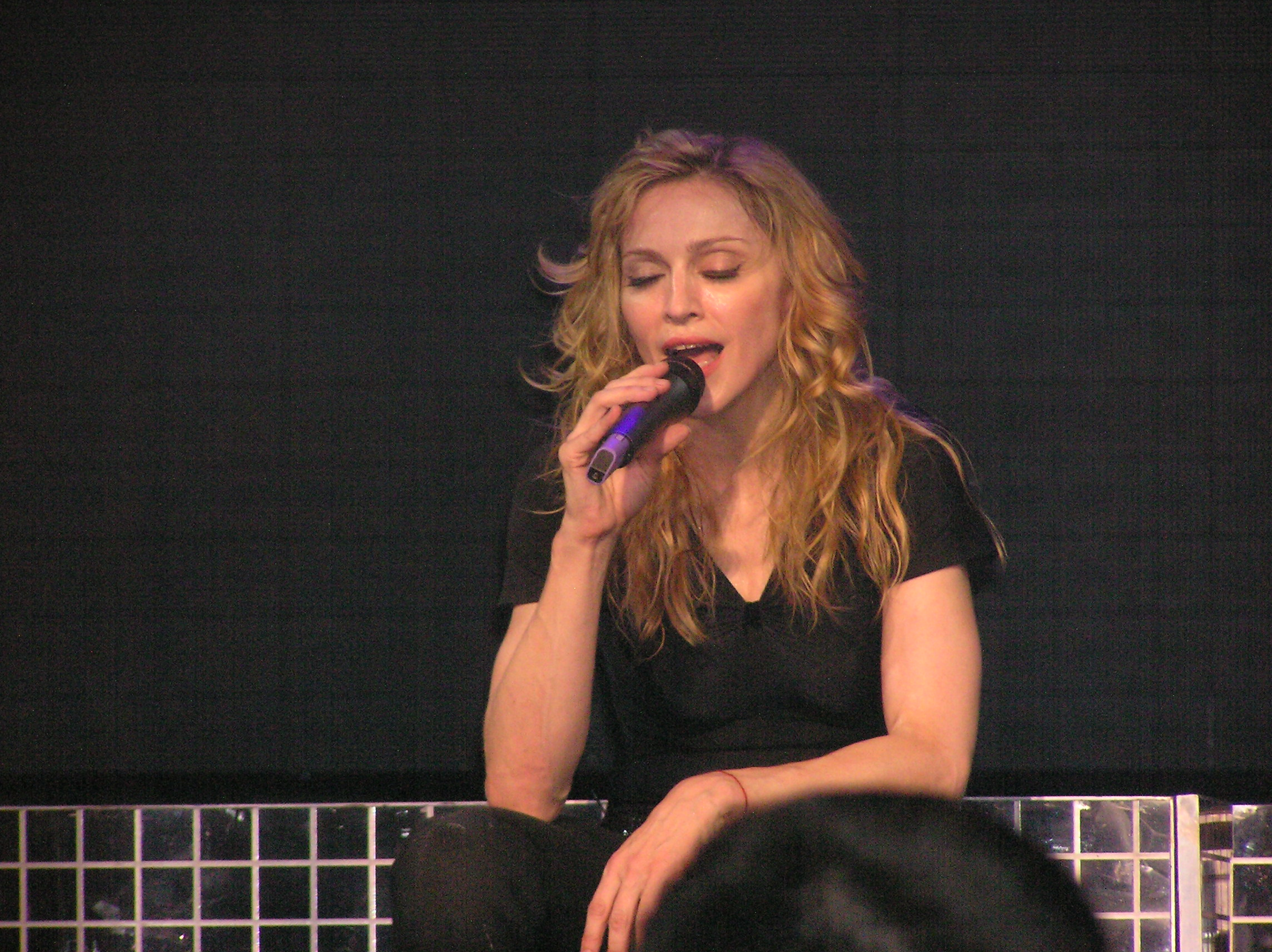
Madonna, 2006

Das Album Confessions on a Dance Floor wurde aufwändig beworben: Nach dem mäßigen Erfolg des vorangegangenen Albums wurde alles unternommen, um das neue Album zu einem größeren Erfolg zu machen: Neben „Release Parties“, Anzeigenkampagnen, Werbeclips, Internetseiten und Auftritten in vielen Sendungen weltweit – unter anderem Star Academy (Frankreich), Wetten, dass..?, MTV-EMA, Ellen DeGeneres – stellte Madonna das Album auch persönlich in New York, London und Tokio vor.
Hung Up verkaufte sich in den ersten drei Monaten über vier Millionen Mal. In den Vereinigten Staaten zog Madonna mit Elvis Presley gleich: Beide platzierten 36 Singles in den Top Ten der Billboard Hot 100 Charts. Sorry, die zweite Single des Albums, erschien im Februar 2006 und konnte ebenfalls große Erfolge in den weltweiten Charts verbuchen. Am 15. Februar 2006 erhielt Madonna den BRIT Award als beste internationale Künstlerin und am 12. März 2006 zwei Echo-Musikpreise: als beste „Künstlerin International Rock/Pop“ und für Hung Up als den „Hit des Jahres“.

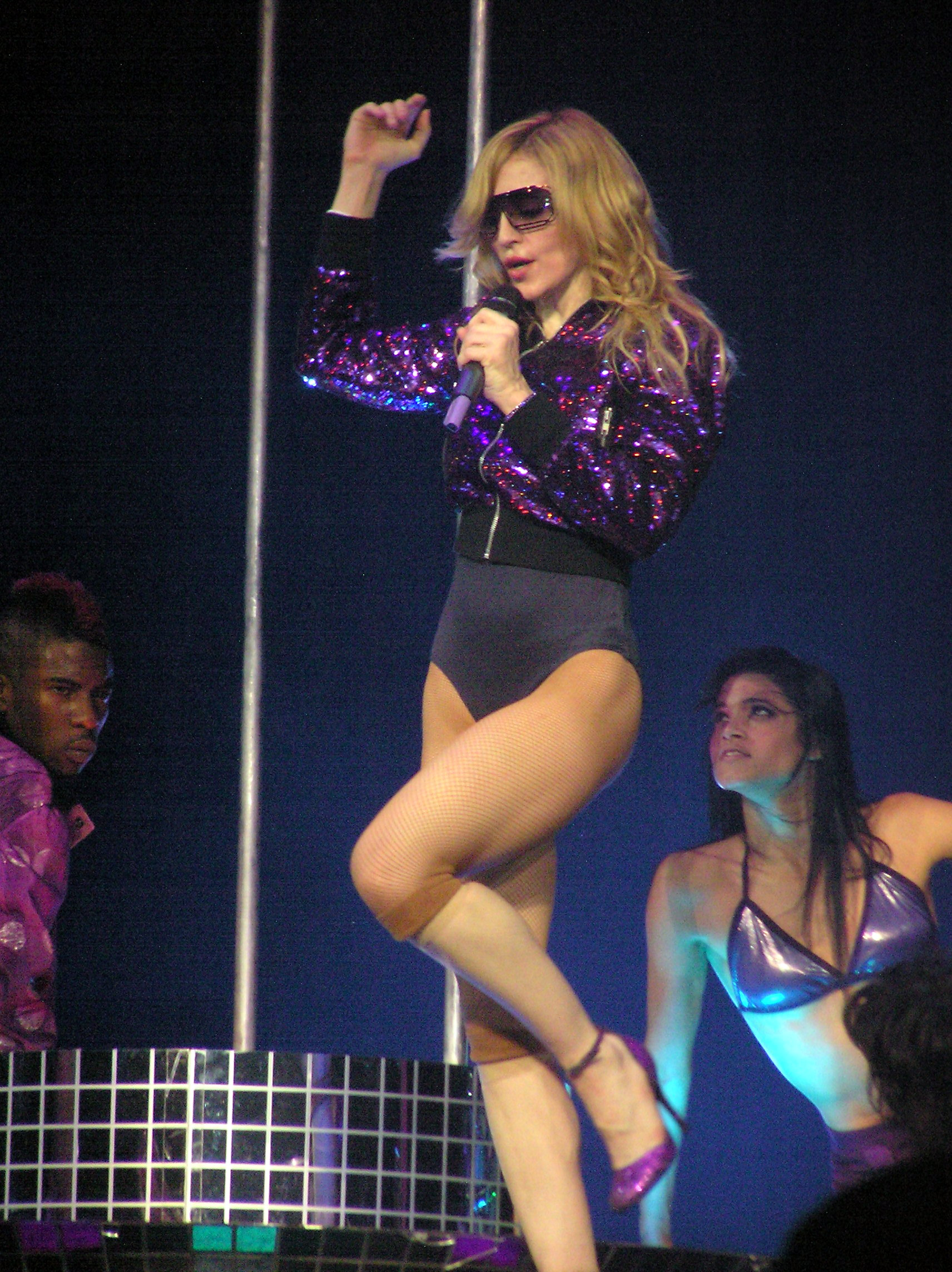
Madonna live bei der Confessions Tour, 2006

Am 21. Mai 2006 startete Madonna in Los Angeles ihre Confessions Tour. Am 30. Juli 2006 eröffnete sie den europäischen Teil ihrer Konzerttour in Cardiff (Wales). In London fanden acht ausverkaufte Konzerte in der Wembley-Arena statt. Im Rahmen der Confessions Tour kam Madonna im August für zwei ausverkaufte Konzerte nach Deutschland (20. August 2006, Düsseldorf, LTU Arena und am 22. August 2006, Hannover AWD-Arena). In Paris trat Madonna viermal auf und im September zweimal in der Amsterdam Arena. Erstmals waren auch Prag und Moskau Tourstationen auf Madonnas weltweiter Konzertreise. Die Tour endete nach insgesamt 60 ausverkauften Shows am 21. September 2006 in Tokio.
Madonna präsentierte sich wieder deutlich provokanter als bei früheren Auftritten der letzten Jahre. So finden sich erneut BDSM-Anspielungen, Ponyplay und eine Kreuzigungsszene, bei der Madonna die Ballade Live To Tell auf dem Kreuz singt, im Bühnenprogramm. Besonders die singende Madonna mit Dornenkrone am Kreuz wurde weltweit von vielen Christen als gotteslästerlich wahrgenommen. Die Düsseldorfer Staatsanwaltschaft prüfte ihre Show auf Verstoß gegen § 166 StGB (Beschimpfung von Bekenntnissen, Religionsgesellschaften und Weltanschauungsvereinigungen). Gegen Madonna wurden unzählige Klagen bei den weltweiten Gerichten eingereicht, jedoch führten diese nicht zum geforderten Auftrittsverbot des Superstars. Madonnas Konzert in Hannover sollte sogar boykottiert werden. Dazu rief die damalige Hannoversche Landesbischöfin Margot Käßmann ohne Erfolg auf. Madonna reagierte auf die Kritik der Kirche mit einer Einladung des Papstes zu ihrer Show in Rom, was zu einer weiteren Kontroverse führte. Disco ist ebenfalls ein großes Thema der Show. Madonna trägt Kostüme in Anlehnung an ABBA und John Travolta aus Saturday Night Fever. Die Confessions Tour wurde zur bisher erfolgreichsten Tour einer Künstlerin.
Kurz nach der erfolgreichen aber kontroversen Tour beherrschte Madonna erneut die Schlagzeilen, diesmal aufgrund der umstrittenen Adoption des kleinen David Banda aus Malawi im Oktober 2006. Madonna wurde zur Zielfigur der Medien, die eine überwiegend negative Berichterstattung führten. Man warf ihr etwa vor, sie habe sich „ein Souvenir aus Afrika gekauft“ und hätte die Adoptionsgesetze Malawis nicht eingehalten, also einen Starbonus erhalten. Ende Oktober 2006 nahm Madonna zu diesen Vorwürfen öffentlich Stellung in der Oprah Winfrey Show.
Nach den Hits Sorry und Get Together erschien Jump als letzte Single aus dem Hit-Album Confessions on a Dance Floor. Das Video wurde in Tokio gedreht, in dem sich Madonna mit ihrer neuen platinblonden Bobfrisur präsentierte. Der Song erreichte in vielen Ländern eine Top-Ten-Platzierung, wurde weltweit ein großer Airplay-Hit (Airplay bezeichnet die Spielhäufigkeit im Radio) und dominierte Ende 2006 die Clubs und Discotheken weltweit. Das Album verkaufte sich bis zum heutigen Zeitpunkt 12 Millionen Mal.
Am 26. Januar 2007 veröffentlichte Madonna The Confessions Tour als Live-Album und DVD. Das Album erreichte auf Anhieb Platz zwei der deutschen Charts. Es wurde somit zu Madonnas siebzehnten Top-Ten-Album in Deutschland.
Bereits im Sommer 2006 stellte die Modekette H&M eine umfangreiche Kollektion von Bekleidungsstücken für die Tour-Mannschaft zur Verfügung. Im März 2007 folgte der internationale Verkauf einer von Madonna zusammengestellten Modekollektion. Das Werbevideo zeigt Madonna als dominante Lifestyle-Ikone, die einer unpassend gekleideten Schülerin unter dem Knallen ihrer Gerte Modeweisheiten wie Don’t think it – you need to know it verpasst, um sie anschließend modisch umrüsten zu lassen.
Im April 2007 reiste Madonna unter großem Medienwirbel erneut nach Malawi, wo sie karitative Einrichtungen besuchte. Als bekannt wurde, dass Madonnas Ehemann, Guy Ritchie, sie nicht nach Malawi begleitete, kamen in den weltweiten Medien erneut Scheidungsgerüchte auf. Nach ihrer Rückkehr widmete sie sich der Produktion von neuen Songs für das kommende Album Hard Candy und begann mit der Regie des Kurzfilms Filth and Wisdom, welcher 2008 auf der Berlinale, Deutschlands größtem Filmfestival, uraufgeführt wurde.
Zwei neue Songs aus den Album-Sessions zu Hard Candy, The Beat Goes On und Candy Shop, waren illegal mitgeschnitten worden und tauchten im Internet auf. Doch Warner Music erhob sofort Klage gegen alle Plattformen, die den Song auf ihren Servern angeboten hatten, sodass er schnell wieder verschwand. Diese beiden Songs signalisierten stark Madonnas Richtungswechsel zum Hip-Hop. Beide Songs wurden von Pharrell Williams und Madonna produziert.
Am 17. Mai 2007 veröffentlichte Madonna ihre neue Single Hey You (produziert von Pharrell Williams) als Download. Sie sang den Song beim Live-Earth-Konzert am 7. Juli im Londoner Wembley-Stadion. Für jeden der ersten Million Downloads – in der ersten Woche gratis – versprach MSN 25 US-Cents an die Alliance for Climate Protection zu spenden. Zu Hey You wurde zudem ein Video veröffentlicht, welches die Auswirkungen des Klimawandels aufzeigt und wie die Welt ohne dieses Problem aussehen könnte. Madonna tritt im Video nicht auf. Bei Fans kam der neue Song Hey You sehr gut an. Madonnas Live-Earth-Auftritt umfasste vier Songs: Hey You, Ray of Light, La Isla Bonita und Hung Up.
Das amerikanische Forbes Magazine wählte Madonna im Juni 2007 auf Platz 3 der einflussreichsten Persönlichkeiten der Welt. Diese Wertung bezieht sich auf das Jahr 2006, welches zu einem der erfolgreichsten Jahre für Madonna in künstlerischer Hinsicht wurde. Mit Einnahmen von 72 Millionen US-Dollar (damals etwa 48,6 Millionen Euro) während des Zeitraumes Juni 2006 bis Juni 2007 war Madonna, ebenfalls gemäß dem Forbes Magazine, auch in finanzieller Hinsicht die erfolgreichste Musikerin des Jahres. Das Geld stammt hauptsächlich aus der am 10. Februar 2008 mit einem Grammy ausgezeichneten Confessions Tour, aus Plattenverkäufen und Werbeverträgen.
Am 12. September 2007 begann Madonna eine mehrtägige Reise nach Israel zum jüdischen Neujahrsfest, zusammen mit Ehemann Guy Ritchie und ihren drei Kindern. Madonna und Guy wurden gesehen, wie sie am Abend des 15. September 2007 nach den jüdischen Neujahrsfeierlichkeiten das Heim des Friedensnobelpreisträgers und Präsidenten von Israel Schimon Peres betraten. Peres übergab Madonna während des Treffens, um das sie gebeten haben soll, eine Ausgabe des Alten Testaments, des ursprünglich jüdischen Teils der Bibel. Das Treffen selbst war für die Presse nicht zugänglich.
Madonna verließ ihre langjährige Plattenfirma Warner Music Group und unterschrieb einen neuen Vertrag mit Live Nation, welcher am 16. Oktober 2007 offiziell bestätigt wurde. Schon zuvor war aus dem Umfeld Madonnas verlautet worden, das der Wert des Deals bei 120 Millionen US-Dollar (damals etwa 85 Millionen Euro) liegt. Madonna begründete den Wechsel in einer gemeinsamen Erklärung mit Live Nation damit, dass sich das Musikgeschäft in den letzten Jahren verändert habe und sie mit der Zeit gehen müsse.
Den Verlautbarungen zufolge soll Madonna einen Bonus von 18 Millionen US-Dollar und einen Vorschuss von jeweils 17 Millionen US-Dollar für drei Alben erhalten. In den nächsten zehn Jahren soll Madonna laut Vertrag drei Studioalben sowie vier Tourneen erarbeiten.
Madonna war ferner eine von 23 Künstlerinnen, welche an dem Song Sing der ehemaligen Eurythmics-Sängerin Annie Lennox mitgewirkt haben. Der Titel ist auf Lennox’ Album Songs of Mass Destruction enthalten. Am 1. Dezember 2007 wurde der Song als Download-Single veröffentlicht. Die Erlöse aus dieser Veröffentlichung flossen in verschiedene Aids-Projekte.

### 2008–2009
Madonna stellte am 13. Februar 2008 ihren Film Filth and Wisdom auf der 58. Berlinale offiziell als ihr Regiedebüt vor. Sie erschien mit ihrer Filmcrew in Berlin, was in den Medien stark beachtet wurde. Ursprünglich war der Film als Kurzfilm geplant. Er nahm nicht am Wettbewerb teil, sondern diente der Uraufführung. Ob Madonnas Film in den weltweiten Kinos zu sehen sein wird, ist noch nicht bekannt. Er erschien in einigen Ländern auf DVD. Filth and Wisdom handelt von einem russischen Immigranten namens A. K. (Eugene Hütz), der seinen Traum, ein großer Musiker mit seiner Band Gogol Bordello zu werden, verwirklichen will und deshalb versucht, sich mit zahllosen Jobs in London über Wasser zu halten. Er lebt mit zwei jungen Frauen zusammen, die ein ähnliches Ziel verfolgen und durch den Schmutz (englisch „filth“) gehen müssen, um zur Weisheit (englisch „wisdom“) zu gelangen. Die Kritiker lobten Madonnas Mut und die Charaktere des Films und fassten den Film bis auf einige Ausnahmen anerkennend auf. Am 14. Oktober 2008 stellte Madonna ihren Film auch in New York City offiziell vor.
Am 10. März 2008 wurde Madonna in die Rock and Roll Hall of Fame aufgenommen. Die Zeremonie fand im New Yorker Hotel Waldorf Astoria statt.
Am 21. Mai 2008 stellte Madonna bei den 61. Internationalen Filmfestspielen von Cannes ihren Dokumentarfilm über Malawi mit dem Titel I Am Because We Are vor. Sie fungierte als ausführende Produzentin und wird den Film selbst kommentieren, Regie führte Nathan Rissman. Die Dokumentation wurde von Madonna am 24. April 2008 bereits beim Tribeca Film Festival in New York vorgestellt. Außerdem nahm Madonna im August 2008 auch an der Premiere des Films in Traverse City in Michigan teil, ein inzwischen bekanntes Filmfestival, welches von Michael Moore ins Leben gerufen wurde.
Madonnas darauffolgendes Album Hard Candy erschien am 18. April 2008 in Deutschland. In anderen europäischen Ländern, etwa in Großbritannien, wurde es am 28. April und in den Vereinigten Staaten am 29. April 2008 veröffentlicht. Am 15. März 2008 wurde ein lang ersehntes Artwork zum Albumcover veröffentlicht, auf dem erstmals nicht das Wort „Madonna“ aufgedruckt sein würde. Timbaland stellte bereits bei einem Konzert im Dezember 2007 in Philadelphia Madonnas erste Single des kommenden Albums vor: 4 Minutes, ein Song für den Frieden, bei dem Justin Timberlake mitwirkt. Der Videoclip wurde Ende Januar 2008 zusammen mit Timbaland und Justin Timberlake in London gedreht. Die Single feierte bereits am 17. März international ihr offizielles Radiodebüt, am 25. März erschien sie als Download und am 11. April als Maxi-CD. 4 Minutes und Hard Candy erreichten umgehend Platz eins der deutschen Charts. Hard Candy wurde zu Madonnas zehntem Nummer-eins-Album in Deutschland. Im Juni 2008 erschien die zweite Single Give it 2 me aus dem Album Hard Candy.
Im Juli 2008 veröffentlichte Madonnas Bruder Christopher Ciccone in den Vereinigten Staaten die Biografie Life With My Sister Madonna. Er hatte viele Jahre mit Madonna zusammengearbeitet, bis Madonna den Kontakt zu ihm stark einschränkte, nachdem seine Kokainabhängigkeit bekannt geworden war. Das Buch sorgte international für großes Aufsehen und erschien schließlich am 24. Oktober 2008 auch in Deutschland.

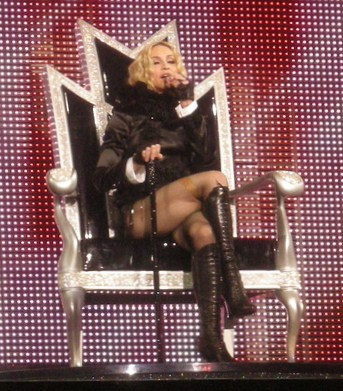
Madonna live bei der Sticky & Sweet Tour, 2008

Am 23. August 2008 startete Madonna in Cardiff/Wales ihre weltweite Sticky & Sweet Tour, um das Album Hard Candy zu bewerben. Berlin, Düsseldorf und Frankfurt am Main waren unter anderem Stationen der Tour, erstmals gastierte Madonna auch in Wien sowie der Schweiz, und zwar auf dem Militärflugplatz Dübendorf bei Zürich. Nach der europäischen Phase der Welttournee folgten zahlreiche Konzerte in den Vereinigten Staaten und auch, erstmals seit 15 Jahren, Konzerte in Südamerika. Im April und Mai 2008 hatten bereits drei kleine Konzerte der Hard Candy Promo Tour stattgefunden, mit Stationen in New York, Paris und Maidstone/Kent.
Die dritte Singleauskopplung Miles Away aus dem Album Hard Candy wurde am 21. November in Deutschland veröffentlicht. Der Song wurde schnell zum Hit bei deutschen Radiostationen und belegte dort nach fünf Wochen Platz eins der Airplay Charts. Wegen der weltweiten Finanzkrise sagte Madonna Anfang Dezember 2008 alle Termine ihrer Welttournee Sticky & Sweet in Australien ab.
Im Januar 2009 startete das Modehaus Louis Vuitton eine großangelegte Werbekampagne für Luxustaschen, in der Madonna als Model zu sehen war. Marc Jacobs, Kreativdirektor von Louis Vuitton, begründete dies so: „Die neue Kampagne sollte sehr sinnlich, verwegen und atmosphärisch werden. Um all das in einer Person zu vereinen, brauchten wir die ultimative Darstellerin – und das ist für mich Madonna“.
Madonna sorgte durch eine Affäre mit dem 28 Jahre jüngeren brasilianischen Model Jesus Luz erneut für Schlagzeilen, der eine im Dezember 2008 entstandene „W“-Fotokampagne vorausgegangen war. Diese Kampagne erschien im März 2009 unter dem Titel Blame It On Rio und führte aufgrund der freizügigen Fotos und den darin gezeigten sexuellen Anspielungen zu einer öffentlichen Diskussion. Für weitere Beachtung sorgte Madonna, als sie Ende März 2009 nach Malawi gereist war, um nochmals eine Adoption durchzuführen, bei der es sich um ein vierjähriges Mädchen handelte. Die Adoption kam zunächst nicht zustande, da ein malawisches Gericht im April 2009 gegen Madonnas Adoptionsantrag entschied. Am 12. Juni 2009 erging eine Entscheidung des Obersten Landesgerichtes von Malawi, wonach Madonna die Zustimmung zur Adoption erhielt. Die Begründung für die ursprüngliche Ablehnung, nämlich dass Adoptiveltern mindestens 18 Monate in Malawi gelebt haben müssen, bevor sie ein malawisches Kind adoptieren können, war laut Richter Lovemore Munlo „eine zu enge Rechtsauslegung auf der Grundlage alter Gesetze. In diesem globalen Dorf kann ein Mensch mehr als einen Wohnort haben.“ Außerdem führte er aus, dass Madonnas langjährige Beziehung zu Malawi und ihr Engagement für benachteiligte Kinder hätten berücksichtigt werden müssen. Die Entscheidung zugunsten Madonnas Adoption spaltete erneut die öffentlichen Meinungen.
Am 4. Juli 2009 setzte Madonna ihre erfolgreiche Sticky & Sweet Tour von 2008 in London fort, es war das erste Mal in Madonnas Karriere, dass sie eine Welttournee fortsetzte. Ein Unfall am 16. Juli 2009 beim Bühnenaufbau für Madonnas Show in Marseille forderte zwei Todesopfer und mehrere Verletzte, worauf Marseilles Bürgermeister das Konzert absagte. Die Konzertreise wurde am 2. September 2009 in Tel Aviv beendet. Sie war die bis dahin weltweit erfolgreichste Tour eines Solokünstlers.
Madonnas drittes Best-of-Album Celebration erschien am 18. September 2009 und war das letzte Album in Zusammenarbeit mit Warner Bros. Records. Die gleichnamige erste Singleauskopplung Celebration erschien in Deutschland am 4. September 2009 und gelangte in die Top fünf der deutschen Charts, das Album konnte sich für zwei Wochen auf Platz eins platzieren. Die zweite Singleauskopplung Revolver aus dem Best-of-Album ist eine Zusammenarbeit mit Lil Wayne.

### 2010er Jahre

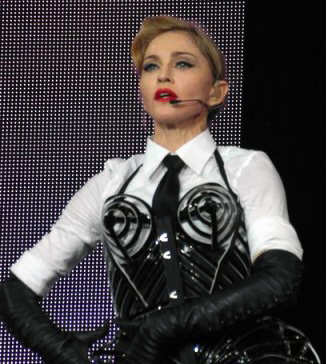
Madonna, 2012

Anfang 2010 war Madonna erneut das Gesicht einer neuen internationalen Modekampagne, diesmal für Dolce & Gabbana, für die sie sehr positive Kritiken erhielt. Am 22. Januar 2010 trat Madonna in New York bei Hope for Haiti Now: A Global Benefit for Earthquake Relief auf und sang ihren Hit Like a Prayer. Die Spenden dieser Sendung kamen den Opfern des Erdbebens von Haiti zugute. Im März 2010 erschien Madonnas drittes Livealbum Sticky & Sweet Tour als CD/DVD-Kombination. Zudem war sie im Sommer 2010 in einer weiteren Kampagne von Dolce & Gabbana zu sehen.
Im Juli 2010 führte sie Regie bei dem Historiendrama W.E., für das sie auch das Drehbuch geschrieben hatte. Der Film behandelt die kontroverse Affäre zwischen dem britischen König Eduard VIII. und der Bürgerlichen Wallis Simpson. W.E. hatte seine offizielle Premiere im September 2011 bei den Internationalen Filmfestspielen von Venedig. Der Film und Madonnas Regie wurde größtenteils positiv aufgenommen. Das im Film verwendete Lied Masterpiece wurde bei den Golden Globe Awards 2012 in der Kategorie „Bester Song“ ausgezeichnet.
Im März 2012 erschien ihr zwölftes Studioalbum MDNA. Dieses schaffte es bereits vor der Veröffentlichung durch hohe Vorbestellungen in 50 Ländern auf Platz eins der iTunes-Charts, was einen neuen Rekord darstellte. Die erste Single des Albums, Give Me All Your Luvin’, war bereits im Februar 2012 veröffentlicht worden und Teil von Madonnas Performance während des Super Bowls 2012 in Indianapolis. Mit Girl Gone Wild erschien noch vor der Veröffentlichung von MDNA die zweite Single des Albums. Das freizügige Video darf aus Jugendschutzgründen nicht bei Youtube und anderen Videoplattformen gezeigt werden.
MDNA debütierte in den Vereinigten Staaten und Großbritannien auf Platz eins der Charts, in Deutschland erreichte das Album Platz drei. Ende Mai 2012 startete die 88 Konzerte umfassende MDNA Tour in Tel Aviv, die Madonna neben einer umfangreichen Europa-Etappe außerdem nach Nord- und Südamerika führte. Die Kritiken zum Eröffnungskonzert waren überwiegend positiv, jedoch wurde die zum Teil exzessive Gewaltdarstellung im ersten Akt der Show von einigen Medien kritisiert. Mit Einnahmen in Höhe von 305,2 Millionen US-Dollar (bei 2.212.505 verkauften Tickets) war es die erfolgreichste Tournee des Jahres 2012.
Im Mai 2013 wurde sie bei den Billboard Music Awards in Las Vegas mit drei Preisen in den Kategorien „Künstlerin des Jahres im Bereich Dance“, „Album des Jahres im Bereich Dance“ für MDNA, sowie für die MDNA Tour als „erfolgreichste Tour des Jahres 2012“ ausgezeichnet. Im September 2013 erschien unter dem Titel MDNA World Tour ein Live-Mitschnitt von der Tournee in Form eines Doppel-Albums, einer DVD und Blu-Ray. Ende September stellte Madonna ihr Projekt Art for Freedom vor, das einen kontroversen Kurzfilm namens secretprojectrevolution beinhaltet, in dem Madonna für Toleranz und Gleichstellung wirbt. Der Film wurde weltweit zum kostenfreien Download angeboten und erfuhr Premieren auf überdimensionalen Straßenleinwänden in diversen Metropolen der Welt. Das Forbes Magazine führte sie bei einem Einkommen von rund 125 Millionen US-Dollar im Zeitraum 2012/13 als bestbezahlte Künstlerin im Showgeschäft.
Im Januar 2014 trat Madonna zusammen mit Mary Lambert und Queen Latifah bei der 56. Grammy-Verleihung in Los Angeles auf. Sie waren Teil der „Same Love“-Performance von Macklemore & Ryan Lewis. Madonna sang zudem ihren Klassiker Open Your Heart. Die Performance warb um Akzeptanz für homosexuelle Paare. Anfang Dezember 2014 sorgten freizügige Bilder der 56-jährigen Madonna im Magazin Interview für Aufsehen. Außerdem tauchten zwei Wochen später im Internet 13 Songs auf, die sich auf ihrem nächsten Album befinden sollten. Sie bezeichnete den Leak als „künstlerische Vergewaltigung“ und erklärte, die Lieder seien unvollendete Demos und würden so nicht auf einem Album enthalten sein. Als Reaktion veröffentlichte sie am 20. Dezember sechs der geleakten Songs in fertiger Form auf iTunes und mehreren Streaming-Plattformen. Gleichzeitig wurde damit auch ihr kommendes Album zur Vorbestellung freigegeben. Im April 2015 machte Madonna erneut Schlagzeilen, als sie den Rapper Drake auf dem Coachella-Festival küsste.

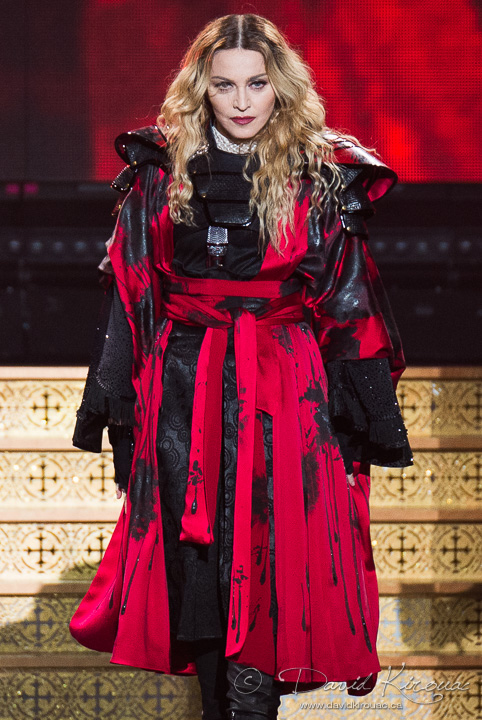
Madonna, 2015

Madonnas dreizehntes Studioalbum Rebel Heart erschien im März 2015. Das Album erhielt international positive Kritiken, landete in Deutschland auf Rang 1, verkaufte weltweit allerdings weniger Einheiten als sein Vorgänger. Die ausgekoppelten Singles Living For Love, Ghosttown und Bitch I’m Madonna waren kommerziell nur in einigen Ländern erfolgreich. Living For Love und Ghosttown verpassten eine Platzierung in den amerikanischen Billboard Hot 100. Hingegen gelang mit Living For Love ein Nummer-eins-Hit in den US Dance Club Play Charts – Madonnas vierundvierzigster insgesamt.
Im September 2015 startete Madonna in Montreal ihre Rebel Heart Tour. Weltweit fanden 82 Konzerte statt. Dabei trat die Sängerin erstmals seit 23 Jahren wieder in Australien auf und gab auch ihre ersten Konzerte in Neuseeland, China, Taiwan, Thailand und den Philippinen. Die Tournee endete im März 2016 in Sydney und spielte 169,8 Millionen US-Dollar ein, mehr als 1 Million Tickets wurden verkauft. Im Billboard-Ranking liegt Madonna mit 1,31 Milliarden US-Dollar Umsatz auf Platz eins der erfolgreichsten weiblichen Tournee-Acts.
Bei den Billboard Music Awards im Mai 2016 sang Madonna als Hommage an ihren langjährigen Freund, den verstorbenen Sänger Prince, seinen Hit Nothing Compares 2 U und anschließend zusammen mit Stevie Wonder das ebenfalls von Prince geschriebene Lied Purple Rain. Im Dezember 2016 wurde Madonna bei den Billboard Women in Music Awards zur „Frau des Jahres“ gekürt und hielt eine zehnminütige Rede, die sich u. a. mit den Themen Sexismus, Feminismus und Anfeindungen gegenüber Frauen im Musikbusiness auseinandersetzte. Im Rahmen des Women’s March am 21. Januar 2017 nach der Amtseinführung Donald Trumps hielt sie eine Rede gegen Sexismus und die neue US-Regierung und für Frauenrechte. Die teils sehr offensiven Äußerungen wie, „Ich dachte oft darüber nach, das Weiße Haus in die Luft zu sprengen“ („Yes, I have thought an awful lot about blowing up the White House“), sorgten für Diskussionen. So bezeichnete Donald Trump sie als „widerlich“ („disgusting“).
Im Februar 2017 adoptierte Madonna Zwillinge aus Malawi. Im September 2017 erschien die Live-Veröffentlichung der Rebel Heart Tour als Doppel-CD, Blu-ray und DVD. Das Live-Album erreichte in Deutschland Platz 8 der Charts. Im April 2019 wurde Madonnas vierzehntes Studioalbum Madame X angekündigt. Am 17. April 2019 veröffentlichte sie die erste Single aus dem Album, Medellín, ein Duett mit Maluma. Ihr Auftritt beim 64. ESC 2019 am 18. Mai 2019, bei dem sie Like a Prayer und als Premiere ihren neuen Song Future (zusammen mit Quavo) aufführte, wurde medial zwar differenziert, aber überwiegend negativ aufgenommen. Nachdem Madame X am 14. Juni 2019 erschien, platzierte sich das Album in den USA auf Platz 1 der Billboard Charts. Am 12. September startet in New York City mit der Madame X Tour Madonnas elfte Konzertreise.

### 2020er Jahre
2020 erhielt Madonna ein künstliches Hüftgelenk. Der in Kanada für Juli 2023 geplante Beginn der Celebration Tour zum 40-jährigen Bühnenjubiläum wurde wegen einer schweren bakteriellen Infektion verschoben. Die Tournee startete Mitte Oktober 2023 in Europa und wurde ab Dezember 2023 in Nordamerika fortgeführt. Sie führte sie im November auch nach Köln und Berlin. Am 4. Mai 2024 beendete sie die Tournee mit einem Live-Konzert bei freiem Eintritt an der Copacabana in Rio de Janeiro vor 1,6 Millionen Zuschauern.

## Phänomen Madonna
Wie kaum eine andere Künstlerin prägte Madonna die Popkultur des 20. Jahrhunderts. Sie ist eine der meistfotografierten und meistdiskutierten Frauen der Welt.

### Religion

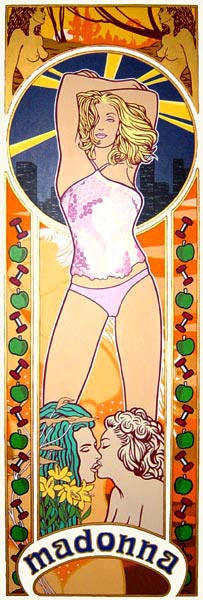
Madonna-Bildnis des Stuckisten Paul Harvey

Madonnas Eltern waren praktizierende Katholiken, in deren Haushalt der Katholizismus bestimmend war. Madonna sprach in zahlreichen Interviews über ihre Kindheit und ihre frühen Erfahrungen mit der römisch-katholischen Kirche. Besonders ihre Mutter ist ihr als strenggläubige Katholikin in Erinnerung geblieben. Madonna Louise Ciccone feierte 1965 ihre Erstkommunion und wurde zwei Jahre später gefirmt. Bei ihrer Firmung nahm sie den Namen Veronica als Firmnamen an. Als Jugendliche brach Madonna allerdings mit der Religion ihrer Eltern und verbindet seither eine Art Hassliebe damit.
In ihrer kreativen Karriere als Sängerin hat Madonna allerdings sehr oft auf religiöse und speziell katholische Symbole zurückgegriffen. Egal ob in Songtexten, in Musikvideos oder Bühnenshows, überall sind religiöse Symbole in Madonnas Schaffen zu finden. Das Album Like A Prayer widmete Madonna ihrer Mutter, „die ihr das Beten beibrachte“. Schon früh in ihrem Leben wurde Madonna, als ihre Mutter starb, mit der Erfahrung des Todes und des Schmerzes konfrontiert. Diese Erfahrungen und auch ihr schwieriges Verhältnis verarbeitete Madonna im Musikvideo Oh Father.
Gerne brachte Madonna auch Religion und Erotik zusammen, teilweise so offensiv, dass sich von kirchlicher Seite starker Protest regte. Mehrmals sprachen sich Kardinäle für Madonnas Exkommunikation aus.
Als Madonna mit ihrer Tochter Lourdes Maria schwanger war, wurden ihr von einer Freundin die Kabbala und das Kabbalah Centre in Los Angeles vorgestellt. Seit 1996 ist Madonna Studentin der Kabbala und spricht in Interviews häufig davon. Auch diese Einflüsse verarbeitete sie kreativ in ihren Alben, etwa in Ray Of Light und in American Life. Ihre Kinderbücher, die zwischen 2003 und 2005 erschienen sind, enthalten ebenfalls bekannte kabbalistische Botschaften. Madonna lässt die Einkünfte aus den Büchern der Kinderorganisation Spirituality for Kids zukommen, die mit dem Kabbala-Zentrum in Verbindung steht. Mehrmals war Madonna schon in Israel bei Kabbala-Treffen, unterstützte das Kabbala-Zentrum finanziell und warb unter ihrem selbstgewählten Namen „Esther“ neue Mitglieder.

### Musikalische Entwicklung
Madonna spielt neben Keyboard und Schlagzeug auch Gitarre, was sie während ihrer letzten Tourneen als festen Teil der Bühnenshows einbaute. Ihre „perfekt produzierten Popsongs“, die sie meist in Zusammenarbeit mit renommierten Produzenten (Nile Rodgers, Stephen Bray, Patrick Leonard, William Orbit, Lenny Kravitz, Shep Pettibone, Mirwais u. a.) schreibt, spiegeln den Zeitgeist wider und dokumentieren auch ihre persönliche Weiterentwicklung. Deren Schwerpunkte liegen in ihrer Spiritualität und ihrer – wenn auch schwierigen – Liebe zu ihrer elterlichen Familie, was sich in den sehr persönlichen Texten zeigt.
Die ersten Jahre und ihr erstes Album Madonna waren vom schwarzen Funk und der damit verwandten Discomusik beeinflusst. Danach folgten die Jahre des eingängigen und kommerziellen Pops wie auf den Alben Like a Virgin und True Blue. Im Jahr 1989 überraschte Madonna mit ihrem bis dato künstlerisch wertvollsten Album Like a Prayer. Auf I’m Breathless, dem Soundtrack zum Film Dick Tracy, wagte sie sich erstmals in den Bereich des Jazz und sang eher schwierige Balladen von Stephen Sondheim. Gleichzeitig kehrte sie mit deutlich vom damals angesagten House-Sound geprägten Songs wie Express Yourself und Vogue zu ihren Wurzeln im Dance-Bereich zurück. In der ersten Hälfte der 1990er Jahre produzierte Madonna vor allem Black/Soul-Musik mit typischen Hip-Hop- und R’n’B-Beats auf den Alben Erotica und Bedtime Stories. Auch Einflüsse des in dieser Zeit in der Club-Szene sehr angesagten Trip-Hops waren vielfach zu hören.
Im Herbst 1995 nahm Madonna drei Monate professionellen Gesangsunterricht in London, um die Musical-Songs von Evita perfekt singen zu können. Andrew Lloyd Webber bestand darauf, dass der Soundtrack zu seiner Musicalverfilmung live mit Orchesterbegleitung aufgenommen wurde. Die Mühe lohnte sich, denn die von Madonna interpretierte Ballade You Must Love Me gewann den Oscar als bester Filmsong 1997.
Madonnas Wunsch, nun auch bei Kritikern als Musikerin respektiert zu werden, gipfelte 1998 in dem Album Ray of Light. Es wurde von dem Underground-Musiker William Orbit produziert und ist von spirituellen Themen, Mutterschaft und der „Suche nach Selbsterkenntnis“ geprägt. Musikalisch ist das Album eine klare Abkehr vom R’n’B-Sound der vergangenen Jahre und inkorporiert eine Vielzahl experimenteller elektronischer Artefakte. Stilistisch bewegt sich das Album im Bereich Techno-Pop, Trip-hop und Ambient. Bei den Grammy Awards wurde das Album gefeiert – und auch kommerziell hatte Madonna ein Comeback geschafft: Die Singles Frozen, Ray of Light und The Power of Good-Bye standen hoch in den Hitparaden rund um den Globus.
Die Alben Music und American Life wurden mehrheitlich von dem französischen Undergroundmusiker Mirwais mitproduziert und basierten auf progressivem Electronica – elektronischen Beats und Tönen aus Synthesizern der achtziger Jahre, kombiniert mit Gitarre und dominierendem Gesang. Madonnas Versuche, sich politisch gegen den US-amerikanischen Präsidenten zu positionieren, wirkten in den Vereinigten Staaten kontraproduktiv. Als „unamerikanisch“ stigmatisiert, wurde Madonna von den republikanisch dominierten Radiosendern boykottiert. Dass sich die Singles in den Vereinigten Staaten gut verkauften, spiegelte sich in den dortigen Charts nicht wider, weil diese mehrheitlich auf dem Radioeinsatz basieren. Wegen des Radioboykotts sanken ihre Billboard-Platzierungen nach unten. Auch im Rest der Welt blieben Album und ausgekoppelte Singles weit hinter den Erwartungen zurück, obwohl viele Kritiker (Rolling Stone, Music Maker) Madonnas Talente als Komponistin betonten. Die größten Erfolge dieser Zeit verzeichneten die Remixe der Singles, die Madonna in den Billboard Dance Charts fünf Nummer-eins-Hits bescherten – unter anderem der Remix von Stuart Price zu Hollywood. Nachdem Madonnas Versuche, sich als ernstzunehmende Künstlerin zu etablieren, nicht von dem erhofften kommerziellen Erfolg gekrönt wurden, besann sie sich auf ihre Wurzeln und produzierte – gegen jeden Trend – in den Vereinigten Staaten ein elektronisches Dance-Album: Confessions on a Dance Floor. Nach dem großen Erfolg der ersten Single Hung Up, die in über 40 Ländern an der Spitze der Charts stand, konnte auch das Album diesen Erfolg wiederholen. Gestärkt von aufwändiger Promotion wurde es zu einem ihrer größten Erfolge.
Madonna schreibt ihre Lieder meist selbst, in Zusammenarbeit mit den angesehensten Produzenten der Musikszene. Dabei hat sie sehr genaue Vorstellungen, wie ein Lied oder das ganze Album klingen soll. Bei den meisten ihrer Songs ist Madonna für die Liedtexte zuständig. So waren der Tod ihrer Mutter, ihre Familie, ihre Selbstreflexion, ihre Freude an Tanz, Party und Musik sowie Sexualität Themen ihrer Songs.
Erstmals seit 1994 arbeitete Madonna für die Aufnahmen zu ihrem Album Hard Candy wieder nur mit amerikanischen Produzenten wie Timbaland und Justin Timberlake. Die Musik auf dem Album ist deutlicher denn je dem aktuellen Zeitgeist angepasst und enthält erneut eingängigen Pop mit starkem R&B- sowie Hip-Hop-Einfluss. Es ist offensichtlich, dass Madonna versucht, wieder stärker den amerikanischen Markt zu bedienen, da dort die Albenverkäufe seit dem Jahr 2003 stark gelitten haben.
Alle Madonna-Platten der 1980er und 1990er Jahre entstanden in den Vereinigten Staaten; seit dem Jahr 2000 wurden Madonnas Alben in London aufgenommen, da die britische Hauptstadt zu ihrem Lebensmittelpunkt wurde.

### Madonna und der Feminismus
Während um 1990 Konservative in den Vereinigten Staaten die als sehr direkt empfundene Darstellung von Sexualität als verantwortungslos ablehnten, wurde Madonna von sexpositiven Feministinnen der dritten Welle des Feminismus wie Camille Paglia als Avantgardistin gefeiert. Die Gründe für ihre positive Kritik benennt Paglia im Auftreten von androgynen Menschen, Transsexuellen und Drag Queens in Madonnas Videos, die Darstellung von sadomasochistischem Sex und in Madonnas Bühnenpersona, die gleichermaßen selbstbestimmt, stark und sexy ist. Madonna stand für ein neues Frauenbild: Sie hat Kontrolle über ihr Leben, über ihre Sexualität, über ihren künstlerischen Output und ist wirtschaftlich erfolgreich – „a complex modern woman“. Paglia sah in Madonna die „Zukunft des Feminismus“. Madonnas Beitrag dazu sei weiterhin die Heilung der Frau von der Gespaltenheit in die Rollen als Heilige und Hure – mittels ihres Rollenspiels als Domina und Prostituierte. Vorbilder für Madonnas gleichermaßen starke und sexy Bühnenpersona sind Deborah Harry, die Sängerin und Songwriterin der Band Blondie, wie auch Chrissie Hynde, die Gitarristin und Sängerin der Pretenders. Für das Magazin Interview stand Madonna 2014 im Alter von 56 Jahren für erotische Bilder und in Dessous wieder vor der Kamera. In ihrer Rede zur Wahl als Frau des Jahres 2016 hat sie sich selbst als bad feminist bezeichnet, da sie in ihrem hochgradig sexualisierten Image nicht immer dem Wunschbild des modernen Feminismus entspräche.

## Diskografie
Studioalben

| Jahr | Titel Musiklabel                                        | Höchstplatzierung, Gesamtwochen, AuszeichnungChartplatzierungen (Jahr, Titel, Musiklabel, Platzierungen, Wochen, Auszeichnungen, Anmerkungen) | Höchstplatzierung, Gesamtwochen, AuszeichnungChartplatzierungen (Jahr, Titel, Musiklabel, Platzierungen, Wochen, Auszeichnungen, Anmerkungen) | Höchstplatzierung, Gesamtwochen, AuszeichnungChartplatzierungen (Jahr, Titel, Musiklabel, Platzierungen, Wochen, Auszeichnungen, Anmerkungen) | Höchstplatzierung, Gesamtwochen, AuszeichnungChartplatzierungen (Jahr, Titel, Musiklabel, Platzierungen, Wochen, Auszeichnungen, Anmerkungen) | Höchstplatzierung, Gesamtwochen, AuszeichnungChartplatzierungen (Jahr, Titel, Musiklabel, Platzierungen, Wochen, Auszeichnungen, Anmerkungen) | Anmerkungen                                                     |
| Jahr | Titel Musiklabel                                        | DE | AT | CH | UK | US | Anmerkungen                                                     |
| ---- | ------------------------------------------------------- | --- | --- | --- | --- | --- | --------------------------------------------------------------- |
| 1983 | Madonna Sire Records (WMG)                              | DE28 Gold · (16 Wo.)DE | AT15 (4 Wo.)AT | — | UK6 Platin · (124 Wo.)UK | US8 ×5Fünffachplatin · (168 Wo.)US | Erstveröffentlichung: 27. Juli 1983 Verkäufe: + 10.000.000      |
| 1984 | Like a Virgin Sire Records (WMG)                        | DE1 ×3Dreifachgold · (63 Wo.)DE | AT3 (34 Wo.)AT | CH3 ×2Doppelplatin · (24 Wo.)CH | UK1 ×3Dreifachplatin · (152 Wo.)UK | US1 Diamant · (109 Wo.)US | Erstveröffentlichung: 12. November 1984 Verkäufe: + 21.000.000  |
| 1986 | True Blue Sire Records (WMG)                            | DE1 ×2Doppelplatin · (67 Wo.)DE | AT2 Platin · (47 Wo.)AT | CH1 ×3Dreifachplatin · (36 Wo.)CH | UK1 ×7Siebenfachplatin · (90 Wo.)UK | US1 ×7Siebenfachplatin · (82 Wo.)US | Erstveröffentlichung: 30. Juni 1986 Verkäufe: + 25.000.000      |
| 1989 | Like a Prayer Sire Records (WMG)                        | DE1 ×3Dreifachgold · (35 Wo.)DE | AT1 Platin · (29 Wo.)AT | CH1 ×2Doppelplatin · (26 Wo.)CH | UK1 ×4Vierfachplatin · (73 Wo.)UK | US1 ×4Vierfachplatin · (77 Wo.)US | Erstveröffentlichung: 29. März 1989 Verkäufe: + 15.000.000      |
| 1992 | Erotica Sire Records (WMG)                              | DE5 Gold · (21 Wo.)DE | AT10 Gold · (19 Wo.)AT | CH5 Gold · (12 Wo.)CH | UK2 ×2Doppelplatin · (39 Wo.)UK | US2 ×2Doppelplatin · (53 Wo.)US | Erstveröffentlichung: 20. Oktober 1992 Verkäufe: + 6.000.000    |
| 1994 | Bedtime Stories Maverick (WMG)                          | DE4 Platin · (37 Wo.)DE | AT7 Gold · (21 Wo.)AT | CH7 Gold · (29 Wo.)CH | UK2 Platin · (30 Wo.)UK | US3 ×3Dreifachplatin · (48 Wo.)US | Erstveröffentlichung: 21. Oktober 1994 Verkäufe: + 8.000.000    |
| 1998 | Ray of Light Maverick (WMG)                             | DE1 ×3Dreifachplatin · (83 Wo.)DE | AT2 ×2Doppelplatin · (42 Wo.)AT | CH1 ×3Dreifachplatin · (57 Wo.)CH | UK1 ×6Sechsfachplatin · (138 Wo.)UK | US2 ×4Vierfachplatin · (78 Wo.)US | Erstveröffentlichung: 22. Februar 1998 Verkäufe: + 20.000.000   |
| 2000 | Music Maverick (WMG)                                    | DE1 ×2Doppelplatin · (50 Wo.)DE | AT1 Platin · (37 Wo.)AT | CH1 ×2Doppelplatin · (42 Wo.)CH | UK1 ×5Fünffachplatin · (73 Wo.)UK | US1 ×3Dreifachplatin · (55 Wo.)US | Erstveröffentlichung: 18. September 2000 Verkäufe: + 11.000.000 |
| 2003 | American Life Maverick (WMG)                            | DE1 Platin · (20 Wo.)DE | AT1 (20 Wo.)AT | CH1 Platin · (23 Wo.)CH | UK1 Platin · (20 Wo.)UK | US1 Platin · (14 Wo.)US | Erstveröffentlichung: 21. April 2003 Verkäufe: + 5.000.000      |
| 2005 | Confessions on a Dance Floor Warner Bros. Records (WMG) | DE1 ×3Dreifachplatin · (42 Wo.)DE | AT1 (35 Wo.)AT | CH1 ×3Dreifachplatin · (42 Wo.)CH | UK1 ×4Vierfachplatin · (54 Wo.)UK | US1 Platin · (37 Wo.)US | Erstveröffentlichung: 11. November 2005 Verkäufe: + 8.000.000   |
| 2008 | Hard Candy Warner Bros. Records (WMG)                   | DE1 Platin · (40 Wo.)DE | AT1 Platin · (28 Wo.)AT | CH1 Platin · (29 Wo.)CH | UK1 Platin · (26 Wo.)UK | US1 Gold · (30 Wo.)US | Erstveröffentlichung: 19. April 2008 Verkäufe: + 4.000.000      |
| 2012 | MDNA Interscope (UMG)                                   | DE3 (15 Wo.)DE | AT3 Gold · (7 Wo.)AT | CH2 (21 Wo.)CH | UK1 Gold · (12 Wo.)UK | US1 Gold · (13 Wo.)US | Erstveröffentlichung: 23. März 2012 Verkäufe: + 2.000.000       |
| 2015 | Rebel Heart Interscope (UMG)                            | DE1 (15 Wo.)DE | AT1 Gold · (5 Wo.)AT | CH1 (12 Wo.)CH | UK2 Gold · (12 Wo.)UK | US2 (11 Wo.)US | Erstveröffentlichung: 6. März 2015 Verkäufe: + 1.000.000        |
| 2019 | Madame X Interscope (UMG)                               | DE5 (6 Wo.)DE | AT4 (5 Wo.)AT | CH2 (10 Wo.)CH | UK2 Silber · (5 Wo.)UK | US1 (2 Wo.)US | Erstveröffentlichung: 14. Juni 2019 Verkäufe: + 95.000          |

## Schauspiel

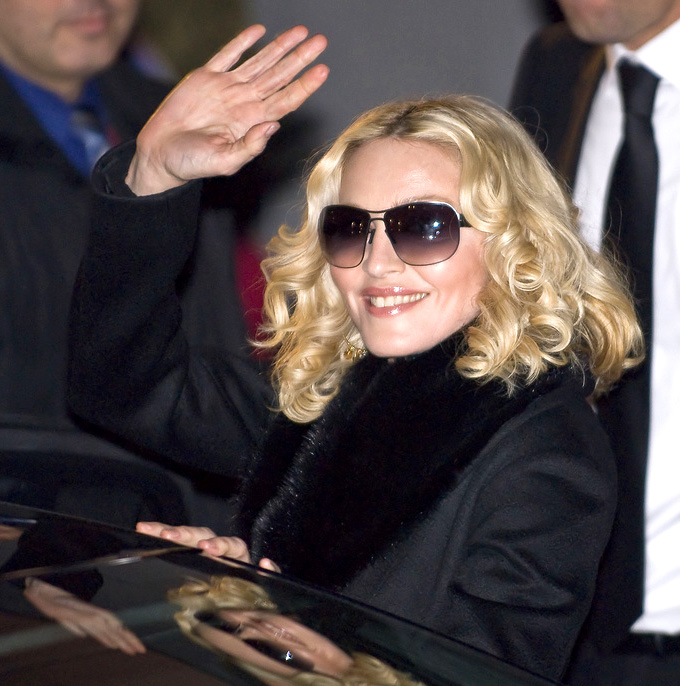
Madonna auf der Berlinale 2008

Madonna zog es früh vor die Kameras. Seit ihrer Schulzeit absolvierte sie mehrere Schauspielkurse. Einige dieser Projekte wurden gefilmt, die nicht mehr als den Charakter von einfachen Amateuraufnahmen haben. The Egg Movie reduziert sich beispielsweise darauf, Madonnas freien Bauch zu zeigen, auf dem ein Spiegelei gebraten wird. In Artificial Light ist mehr eine Theaterimprovisation, zu der alle Darsteller ihre eigenen Texte schrieben. A Certain Sacrifice ist der bekannteste Film dieser Reihe, da er auf dem ersten Höhepunkt von Madonnas Karriere 1984 als Skandal-Video veröffentlicht wurde. Allerdings stellte sich die billige Amateurproduktion als langatmiger Kunstfilm mit dem Charme einer missglückten Schulaufführung heraus.
Zeitgleich mit ihrem Durchbruch als Popstar gelang Madonna der erste Erfolg als Schauspielerin in der Verwechslungskomödie Susan … verzweifelt gesucht, was ihr vorwiegend Lob der Kritiker bescherte. Die folgenden Filme konnten diesen Erfolg nicht wiederholen. Laut Kritik ließ Madonnas Image in der Öffentlichkeit es nicht zu, dass ihre Darstellung in ambitionierteren Filmen wie Snake Eyes oder Stürmische Liebe Beachtung fand. Auffällig blieb eher Madonnas Gespür für die schlechte Auswahl an Rollen, die durch schlechte Drehbücher und Produktion von Anfang an zum Misserfolg verurteilt waren (z. B. Shanghai Surprise, Body of Evidence oder Ein Freund zum Verlieben). Madonna bekam dafür mehrere Male die Goldene Himbeere als schlechteste Schauspielerin und wurde auch als Schlechteste Schauspielerin des Jahrhunderts „ausgezeichnet“.
Was in Madonnas Musikvideos sehr gut funktionierte, für vier Minuten in verschiedene Rollen zu schlüpfen, konnte das Publikum in Kinolänge nur mäßig überzeugen. Lediglich Filmrollen, die der Zuschauer mit Madonna assoziierte (Dick Tracy oder Evita), ließen die Kassen klingeln. Ein Umstand, der die Kritiker in ihrer Meinung bestärkte, dass Madonna nur sich selbst spielt.
Die Tour-Dokumentation I’m Going to Tell You a Secret kam 2005 nicht in die Kinos: Die religiöse Botschaft des Filmes schien dem Filmverleih zu aufdringlich. Nach dem Erfolg des 2005er Albums Confessions on a Dance Floor – und den filmischen Misserfolgen der vergangenen Jahre – nahm Madonna von weiteren Filmprojekten Abstand.

### Filmografie
- 1974: The Egg (Kurzfilm)
- 1979: In Artificial Light
- 1979: A Certain Sacrifice
- 1985: Crazy for You (Vision Quest)
- 1985: Susan … verzweifelt gesucht (Desperately Seeking Susan)
- 1986: Shanghai Surprise
- 1987: Who’s That Girl
- 1988: Bluthunde am Broadway (Bloodhounds of Broadway)
- 1990: Dick Tracy
- 1991: In Bed with Madonna (Dokumentarfilm)
- 1991: Schatten und Nebel (Shadows and Fog)
- 1992: Eine Klasse für sich (A League of Their Own)
- 1993: Body of Evidence
- 1993: Snake Eyes (Dangerous Game)
- 1995: Alles blauer Dunst (Blue in the Face)
- 1995: Four Rooms
- 1996: Evita
- 1996: Girl 6
- 2000: Ein Freund zum Verlieben (The Next Best Thing)
- 2001: Star (The Hire: Star) (Kurzfilm)
- 2002: James Bond 007 – Stirb an einem anderen Tag (Die Another Day)
- 2002: Stürmische Liebe – Swept Away (Swept Away)
- 2003: Will & Grace (Fernsehserie, eine Folge)
- 2005: I’m Going to Tell You a Secret (Dokumentarfilm)
- 2006: Arthur und die Minimoys (Arthur and the Minimoys) (Sprechrolle)
- 2008: Filth and Wisdom
- 2008: I Am Because We Are
- 2011: W.E.
- 2013: Secret Project Revolution (Kurzfilm)

### Dokumentation
- In Bed with Madonna

### Theater
Neben dem Film widmete sich Madonna auch dem Theater. Ihre Auftritte, die meist in ausverkauften Häusern stattfanden, überzeugten die Kritiker nicht. Doch es gab auch wohlwollende Stimmen zu ihrer letzten Darbietung in Up For Grabs. Dafür erhielt sie 2003 den Theatregoers’ Choice Theatre Award.
| Jahr | Stück            | Regie            | Buch/Vorlage     | Rolle                | Theater                                                      |
| ---- | ---------------- | ---------------- | ---------------- | -------------------- | ------------------------------------------------------------ |
| 1986 | Goose and TomTom | Gregory Mosher   | David Rabe       | Lorraine             | Mitzi Newhouse Theatre, Off-Broadway, New York mit Sean Penn |
| 1988 | Speed the Plow   | Gregory Mosher   | David Mamet      | Sekretärin Karen     | Royale Theatre, Broadway, New York                           |
| 2002 | Up for Grabs     | Laurence Boswell | David Williamson | Kunsthändlerin Loren | Wyndham’s Theatre, London/West End                           |

## Bibliografie
Über Madonna wurden Dutzende Bücher verfasst, doch sie ist auch selbst schriftstellerisch tätig: 1992 entstand ihr Bildband SEX mit persönlichen Texten und ab 2003 wurde ihre Kinderbuchserie publiziert, die mit Die englischen Rosen startete. Außerdem entstanden mehrere autorisierte Bücher, für die Madonna kurze Texte verfasste.

### SEX
Die Veröffentlichung des Bildbandes SEX sorgte 1992 in Teilen der Öffentlichkeit für eine Kontroverse. Madonnas erstes Buch ist ein großformatiger, in Metall gebundener erotischer Bildband. Es entstand in Zusammenarbeit mit dem US-amerikanischen Modefotografen Steven Meisel. Die Bilder variierten sexuelle Tabus und basieren zu einem wesentlichen Teil auf stilistischen Zitaten aus den Bereichen BDSM und Fetisch. Die Veröffentlichung des Buches wurde in einigen Ländern, unter anderem in Japan und Indien, verboten.
- SEX (1992) ISBN 3-453-06271-X
 Alternativer deutscher Titel: SEX – Erotische Phantasien. Bildband von Madonna mit Bildern von Steven Meisel. (Mit Maxi-CD Erotic und achtseitiger Geschichte im Comic-Stil: Dita in The Chelsea Girl), Heyne, München.

### Kinderbücher
Einen starken Kontrast zu SEX stellte die zweifache Mutter Madonna elf Jahre später vor: den Nummer-eins-Bestseller (New York Times & Barnes & Noble) Die englischen Rosen, der (laut Kritik) die Geschichte ihrer eigenen Tochter interpretiert.
Aus dem ersten Kinderbuch entwickelte sich eine Serie von fünf Büchern. Diese wurden von wechselnden Künstlern illustriert und sollen Kindern konservative moralische Grundwerte vermitteln, die in Madonnas Glauben an eine Form der Kabbala wurzeln. Jedes der Bücher sollte ein Kernthema beinhalten und kindgerecht aufbereitet sein. Billie Bargeld, das letzte der Kinderbuchserie, wurde 2005 in 37 Sprachen übersetzt und in 110 Ländern veröffentlicht. Die Erlöse der Bücher gehen komplett an Förderungen der Kabbalah-Centre-nahen Kinderstiftung. Die Kinderbuchserie wurde auch als Hörbuch-CD umgesetzt. Sie wird von Madonna selber gelesen.
- Die englischen Rosen (2003) ISBN 3-446-20412-1
Originaltitel: The English roses. Kinderbuch, Hanser-Verlag. Mit Illustrationen von Jeffrey Fulvimari.
- Mister Peabodys Äpfel (2003) ISBN 3-446-20423-7
Originaltitel: Mr Peabody’s apples. Kinderbuch, Hanser-Verlag. Mit Illustrationen von Loren Long.
- Jakov und die sieben Räuber (2004) ISBN 3-446-20561-6
Originaltitel: Yakov and the Seven Thieves. Kinderbuch, Hanser-Verlag. Mit Illustrationen von Gennady Spirin.
- Die Abenteuer von Abdi (2005) ISBN 3-446-20616-7
Originaltitel: The Adventures of Abdi. Kinderbuch, Hanser-Verlag. Mit Illustrationen von Olga und Andrej Dugin.
- Billie Bargeld (2005) ISBN 3-446-20512-8
Originaltitel: Lotsa de Casha. Kinderbuch, Hanser-Verlag. Mit Illustrationen von Rui Paes.
- Madonna’s Five Books For Children Box Set (2005) ISBN 978-0-670-06087-0
 Sammlung der fünf Kinderbücher (englisch)
- Madonna’s Five Books For Children Audio Set (2005) ISBN 978-0-670-06047-4
Sammlung der fünf Kinderbücher als Hörbuch-CDs (englisch)

Nach dieser Kinderbuchserie über verschiedene Themen und Charaktere wurde das erste Kinderbuch Die englischen Rosen in einer eigenen Reihe fortgesetzt. Die erste Fortsetzung erschien 2006: The English Roses: too good to be true (engl., ISBN 978-0-670-06147-1). Weitere 12 Fortsetzungen über die „Englischen Rosen“ folgten 2007 bis 2009 in englischer Sprache.

### Autorisierte Bücher
Folgende Bücher entstanden in Zusammenarbeit mit Madonna. Es sind Bildbände, die auch Texte oder persönliche Kommentare von Madonna enthalten.
- Karl Lagerfeld, Madonna: Madonna Superstar. Photographien. München: Schirmer/Mosel Verlag 1988, ISBN 3-88814-278-4.
- Camille Paglia, Madonna: Madonna Megastar. Photographien. München: Schirmer/Mosel Verlag 1988, 1993²,1994³, ISBN 3-88814-498-1.
- Madonna: The Girlie Show. Tour-Buch mit Musik-CD (englisch). München: Schirmer/Mosel Verlag 1992, ISBN 3-88814-498-1.
- Steven Klein: X-STaTIC Pro=CeSS. (Buch zur Ausstellung), 2003.
- Madonna: Nobody Knows Me. 2003 (englisch, offizielle Fanclub-Publikation).

Außerdem liest Madonna eine Episode in:
- Starbright Foundation: The Emperor’s New Clothes: An All-Star Retelling of the Classic Fairy Tale (Buch mit Audio-CD), 1998 (Harcourt)

## Tourneen

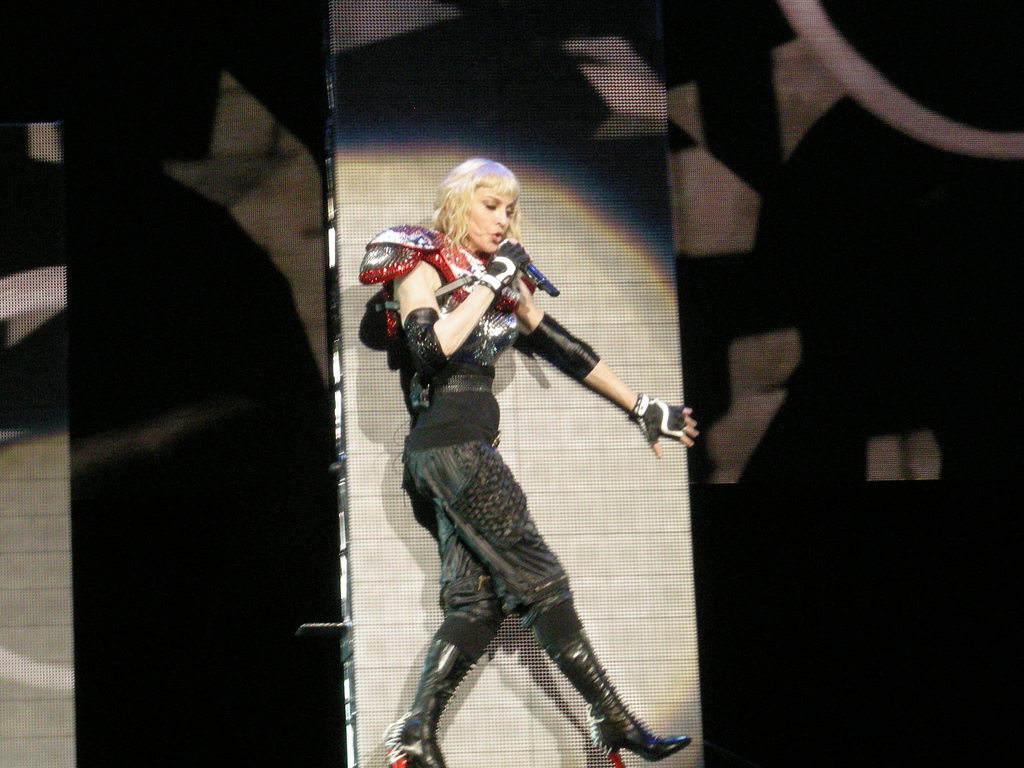
Madonna singt das Lied 4 Minutes live bei der Sticky & Sweet Tour

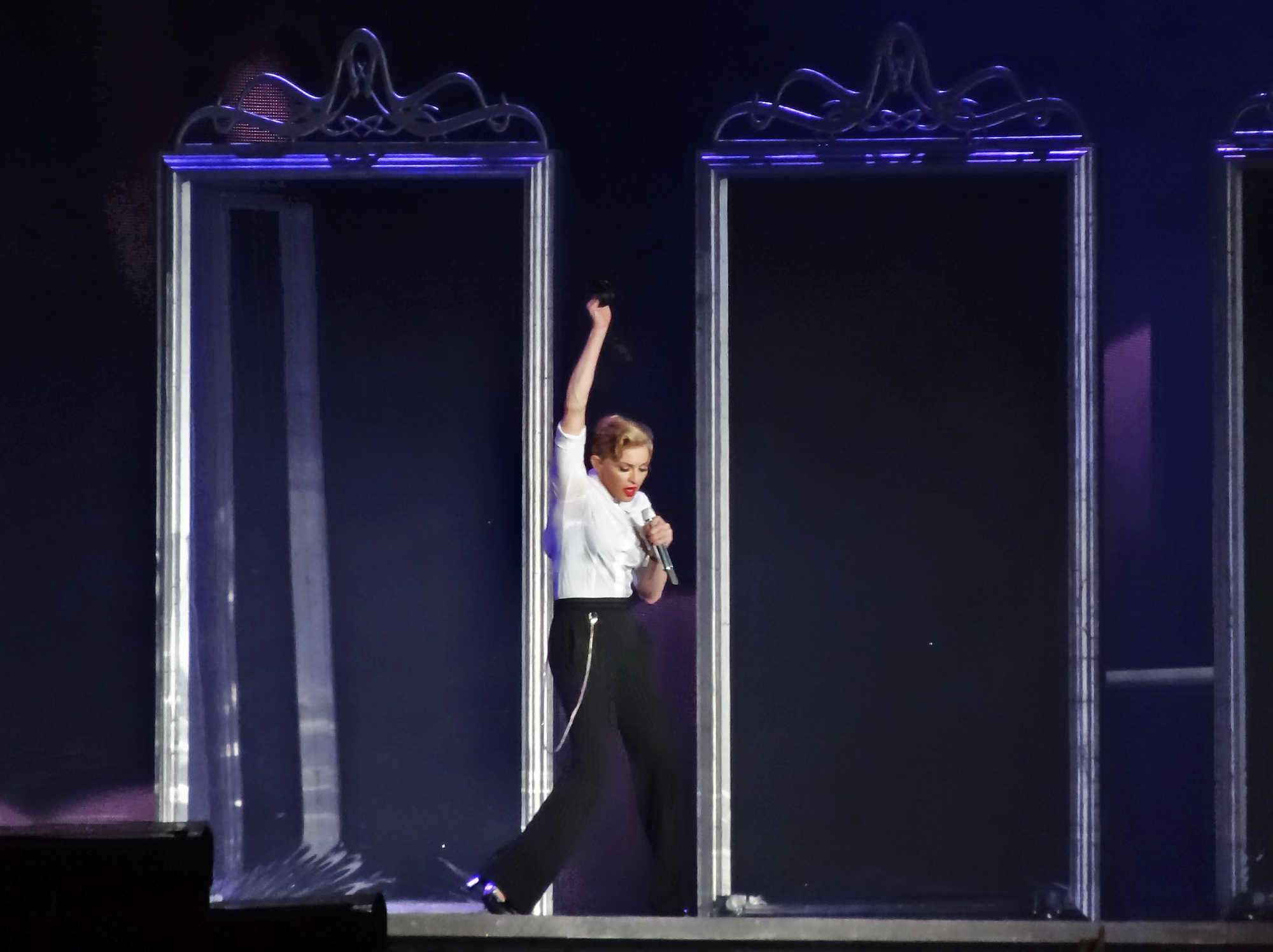
Madonna singt Human Nature live bei der MDNA Tour

| Jahr      | Name                       | Anzahl an Konzerten |
| --------- | -------------------------- | ------------------- |
| 1985      | The Virgin Tour            | 40                  |
| 1987      | Who’s That Girl World Tour | 37                  |
| 1990      | Blond Ambition Tour        | 57                  |
| 1993      | The Girlie Show World Tour | 39                  |
| 2001      | Drowned World Tour         | 47                  |
| 2004      | Re-Invention World Tour    | 56                  |
| 2006      | Confessions Tour           | 60                  |
| 2008–2009 | Sticky & Sweet Tour        | 85                  |
| 2012      | MDNA Tour                  | 88                  |
| 2015–2016 | Rebel Heart Tour           | 82                  |
| 2019–2020 | Madame X Tour              | 81                  |
| 2023–2024 | The Celebration Tour       | 78                  |

## Live

### Tourneen
| 1985      | The Virgin Tour |
| Dauer     | 12. April 1985 – 11. Juni 1985 |
| Verlauf   | USA und Kanada |
| Songliste | Dress You Up, Holiday, Into the Groove, Everybody, Angel, Gambler, Borderline, Lucky Star, Crazy for You, Over and Over, Burning Up, Like a Virgin / Billie Jean, Material Girl |
| Formate   | „The Virgin Tour Live“: VHS, Laser Disc |
| 1987      | Who’s That Girl World Tour |
| Dauer     | 14. Juni 1987 – 5. September 1987 |
| Verlauf   | Japan, USA, Kanada, England, Deutschland, Niederlande, Frankreich, Italien |
| Songliste | Open Your Heart, Lucky Star, True Blue, Papa Don’t Preach, White Heat, Causing A Commotion, The Look of Love, Medley: Dress You Up / Material Girl / Like A Virgin / Sugar Pie Honey Bunch, Where’s the Party, Live to Tell, Into the Groove, La Isla Bonita, Who’s That Girl, Holiday |
| Formate   | „Madonna – Ciao Italia“: VHS, Laser Disc, DVD |
| 1990      | Blond Ambition World Tour |
| Dauer     | 13. April 1990 – 5. August 1990 |
| Verlauf   | Japan, USA, Kanada, Schweden, Frankreich, Italien, Deutschland, England, Niederlande, Spanien |
| Songliste | Express Yourself, Open Your Heart, Causing A Commotion, Where’s The Party, Like A Virgin, Like A Prayer, Live To Tell, Oh Father, Papa Don’t Preach, Sooner or Later, Hanky Panky, Now I’m Following You, Material Girl, Cherish, Into the Groove, Vogue, Holiday, Family Affair / Keep it Together |
| Formate   | „Madonna – Blond Ambition Tour“: Laser Disc |
| 1993      | The Girlie Show World Tour |
| Dauer     | 25. September 1993 – 19. Dezember 1993 |
| Verlauf   | England, Frankreich, Israel, Türkei, Kanada, USA, Puerto Rico, Argentinien, Brasilien, Mexiko, Australien, Japan |
| Songliste | Erotica, Fever, Vogue, Just My Imagination / Rain, Express Yourself, Deeper and Deeper, Why’s It So Hard, In This Life, Justify My love: The Beast Within, Like A Virgin, Bye Bye Baby, I’m Going Bananas, La Isla Bonita, Holiday, Justify My love, Everybody Is A Star / Everybody |
| Formate   | „Madonna – The Girlie Show – Live Down Under“: DVD, VHS |
| 2001      | Drowned World Tour |
| Dauer     | 9. Juni 2001 – 14. September 2001 |
| Verlauf   | Spanien, Italien, Deutschland, Frankreich, England, USA |
| Songliste | Drowned World, Impressive Instant, Candy Perfume Girl, Beautiful Stranger, Ray Of Light, Paradise (Not For Me), Frozen, Open Your Heart (Chord Intro), Nobody’s Perfect, Mer Girl (Intro), Sky Fits Heaven, Mer Girl (Part II), What It Feels Like For A Girl (Intro), I Deserve It, Don’t Tell Me, Human Nature, The Funny Song, Secret, Gone / You’ll See, Don’t Cry For Me Argentina (Intro), What It Feels Like For A Girl, La Isla Bonita, Holiday, Music |
| Formate   | „Madonna – Drowned World Tour 2001 – Live in Detroit“: DVD, VHS |
| 2004      | Re-Invention World Tour |
| Dauer     | 24. Mai 2004 – 13. September 2004 |
| Verlauf   | USA, Kanada, England, Irland, Frankreich, Niederlande, Portugal |
| Songliste | Intro: The Beast Within, Vogue, Nobody Knows Me, Frozen, American Life, Express Yourself, Burning Up, Material Girl, Interlude: Hollywood, Hanky Panky, Deeper and Deeper, Die Another Day, Lament, Interlude: Bedtime Story, Nothing Fails, Don’t Tell Me, Like A Prayer, Mother and Father (feat. Intervention), Imagine, Interlude: Bag Pipe Intro, Into the Groove, Papa Don’t Preach, Crazy For You, Music, Holiday |
| Formate   | Dokumentation: I’m Going To Tell You A Secret: DVD+CD |
| 2006      | Confessions Tour |
| Dauer     | 21. Mai 2006 – 21. September 2006 |
| Verlauf   | USA, Kanada, Großbritannien, Italien, Deutschland, Dänemark, Frankreich, Niederlande, Tschechien, Russland, Japan |
| Songliste | Future Lovers – I Feel Love, Get Together, Like A Virgin, Jump, Confessions, Live To Tell, Forbidden Love, Isaac, Sorry, Like It Or Not, Sorry Interlude, I Love New York, Ray Of Light, Let It Will Be, Drowned World, Paradise (Not For Me), Music Inferno, Erotica, La Isla Bonita, Lucky Star, Hung Up |
| Formate   | Confessions Tour 2006 – Live From London: DVD+CD |
| 2008      | Sticky & Sweet Tour |
| Dauer     | 23. August 2008 – 26. November 2008 |
| Verlauf   | Großbritannien, Frankreich, Deutschland, Schweiz, Niederlande, Italien, Portugal, Spanien, Österreich, Montenegro, Griechenland, USA, Kanada, Mexiko, Argentinien, Brasilien; Chile |
| Songliste | Sweet Machine/Candy Shop, Beat Goes On, Human Nature, Vogue, Interlude: Die Another Day, Into The Groove, Heartbeat, Borderline, She’s Not Me, Music, Interlude: Rain / Here Comes The Rain Again, Devil Wouldn’t Recognize You, Spanish Lesson, Miles Away, La Isla Bonita / La Pala Tute, Doli Doli, You Must Love Me, Interlude: Get Stupid, 4 Minutes, Like A Prayer, Ray Of Light, Hung Up, Give It 2 Me |
| Formate   | Stick & Sweet Tour Live in Argentina: CD+DVD/Blu-Ray |
| 2009      | Sticky & Sweet European Tour |
| Dauer     | 4. Juli 2009 – 2. September 2009 |
| Verlauf   | England, Frankreich, Belgien, Italien, Spanien, Norwegen, Russland, Litauen, Finnland, Schweden, Dänemark, Tschechien, Polen, Deutschland, Ungarn, Serbien, Rumänien, Bulgarien, Israel |
| Songliste | Sweet Machine/Candy Shop, Beat Goes On, Human Nature, Vogue, Interlude: Die Another Day, Into The Groove, Holiday/Celebration, Dress You Up, She’s Not Me, Music, Interlude: Rain / Here Comes The Rain Again, Devil Wouldn’t Recognize You, Spanish Lesson, Miles Away, La Isla Bonita / La Pala Tute, Doli Doli, You Must Love Me, Interlude: Get Stupid, 4 Minutes, Like A Prayer, Frozen, Ray of Light, Give It 2 Me |
| Formate   | |
| 2012      | MDNA Tour |
| Dauer     | 31. Mai 2012 – 22. Dezember 2012 |
| Verlauf   | Israel, Vereinigte Arabische Emirate, Türkei, Italien, Spanien, Portugal, Deutschland, Dänemark, Schweden, Niederlande, Belgien, Frankreich, Großbritannien, Irland, Österreich, Polen, Ukraine, Russland, Finnland, Norwegen, Schweiz, USA, Kanada, Mexiko, Kolumbien, Brasilien, Argentinien, Chile. |
| Songliste | Girl Gone Wild, Revolver, Gang Bang, Papa Don’t Preach, Hung Up, I Don’t Give A (feat. Nicki Minaj), Best Friend / Heartbeat (Zwischenspiel), Express Yourself / Born This Way, Give Me All Your Luvin’ (feat. Nicki Minaj & M.I.A.), Turn Up The Radio, Open Your Heart, Masterpiece, Justify My Love (Zwischenspiel), Vogue, Candy Shop / Erotica, Human Nature, Like A Virgin, Nobody Knows Me (Zwischenspiel), I’m Addicted, I’m A Sinner / Cyber-Raga, Like A Prayer, Celebration |
| Formate   | MDNA World Tour: DVD/Blu-Ray, CD |
| 2015      | Rebel Heart Tour |
| Dauer     | 9. September 2015 – 27. März 2016 |
| Verlauf   | Kanada, Vereinigte Staaten, Deutschland, Tschechien, Schweden, Dänemark, Italien, Spanien, Belgien, Großbritannien, Niederlande, Frankreich, Schweiz, Puerto Rico, Taiwan, Thailand, Japan, China, Philippinen, Singapur, Neuseeland, Australien. |
| Songliste | Revolution Intro, Iconic, Bitch I’m Madonna, Burning Up, Holy Water / Vogue, Devil Pray, Messiah, Body Shop, True Blue, Deeper and Deeper, HeartBreakCity / Love Don’t Live Here Anymore, Like a Virgin, S.E.X. / Justify My Love, Living for Love, La Isla Bonita, Dress You Up / Into the Groove / Everybody / Lucky Star (Medley), Who’s That Girl, Rebel Heart, Illuminati, Music / Candy Shop, Material Girl, La Vie en rose, Unapologetic Bitch, Holiday |
| Formate   | Rebel Heart Tour: DVD/Blu-Ray, CD |
| 2019      | Madame X Tour |
| Dauer     | 17. September 2019 – 8. März 2020 |
| Verlauf   | USA, Portugal, Vereinigtes Königreich, Frankreich |
| Songliste | God Control, Dark Ballet, Human Nature, Express Yourself, Papa Don’t Preach Intro, Vogue, I Don’t Search I Find, Papa Don’t Preach, American Life, Batuka, Fado Pechinacha (Cover), Killers Who Are Partying, Crazy, Welcome To My Fado Club, Sodade (Cover), Medellin, Extreme Occident, Rescue Me, Frozen, Come Alive, Future, Crave, Lika a Prayer, I Raise |
| Formate   | DVD/Blu-Ray/Streaming und CD |
| 2023      | The Celebration Tour |
| Dauer     | 14. Oktober 2023 – 5. Mai 2024 |
| Verlauf   | Kanada, USA, Vereinigtes Königreich, Belgien, Dänemark, Schweden, Spanien, Portugal, Frankreich, Deutschland, Italien, Niederlande, Mexiko, Brasilien |
| Songliste | It’s a Celebration (video introduction), Nothing Really Matters, Everybody, Into the Hollywood Groove, Burning Up, Open Your Heart, Holiday, In This Life (Intermission), Live to Tell, Like a Prayer (mit Ausschnitten von Girl Gone Wild, Act of Contrition, Unholy und Let’s Go Crazy), Blond Ambition (Interlude; mit Ausschnitten von Living for Love, Fever, Erotica und Justify My Love), Erotica (mit Ausschnitten von You Thrill Me und Papa Don’t Preach), Justify My Love, Fever, Hung Up (mit Ausschnitten von Hung Up on Tokischa), Bad Girl, Ballroom (Interlude; mit Ausschnitten von Up Down Suite, Break My Soul (The Queens remix) und Vogue), Vogue, Human Nature, Crazy for You, The Beast Within, Die Another Day, Don’t Tell Me, Mother and Father, Little Star (A capella), I Will Survive, La Isla Bonita, Don’t Cry for Me Argentina, I Don’t Search I Find (Intermission), Bedtime Story, Ray of Light, Rain, Like a Virgin (Interlude; mit Ausschnitten von Billie Jean, The Way You Make Me Feel und Angel), Bitch I’m Madonna, Celebration / Music |

### Weitere Konzerte
Auftritte mit mehr als zwei Liedern:
| 1985      | Live Aid |
| Datum     | 13. Juli 1985 |
| Ort       | Philadelphia, USA |
| Songliste | Holiday, Into The Groove, Love Makes The World Go Round, Revolution (Mit Thompson Twins)                                                         |
| Formate   | DVD: Live Aid: 20 Years Ago Today |
| 1998      | Live at Roxy Club (Promotion zum Album Ray of Light)                                                                                             |
| Datum     | 5. Februar 1998 |
| Ort       | New York, USA |
| Songliste | Sky Fits Heaven, Shanti Ashtangi, Ray of Light                                                                                                   |
| Formate   | DVD: Nicht geplant. |
| 2000      | Live at Roseland Ballroom (Promotion zum Album Music)                                                                                            |
| Datum     | 5. November 2000 |
| Ort       | New York, USA |
| Songliste | Impressive Instant, Runaway Lover, Don’t Tell Me, What It Feels Like For A Girl, Music                                                           |
| Formate   | DVD: Nicht geplant. |
| 2000      | Live at Brixton Academy (Promotion zum Album Music)                                                                                              |
| Datum     | 28. November 2000 |
| Ort       | London, England |
| Songliste | Impressive Instant, Runaway Lover, Don’t Tell Me, What It Feels Like For A Girl, Holiday, Music                                                  |
| Formate   | DVD: Nicht geplant. |
| 2003      | Live at Tower Records (Promotion zum Album American Life)                                                                                        |
| Datum     | 23. April 2003 |
| Ort       | New York, USA |
| Songliste | American Life, Hollywood, Mother and Father, X-Static Process, Nothing Fails, Like a Prayer                                                      |
| Formate   | DVD: Nicht geplant. |
| 2003      | Live at HMV (Promotion zum Album American Life)                                                                                                  |
| Datum     | 9. Mai 2003 |
| Ort       | London, England |
| Songliste | American Life, Hollywood, Nothing Fails, X-Static Process, Mother and Father, Like a Virgin, Don’t Tell Me                                       |
| Formate   | DVD: Nicht geplant. |
| 2005      | Live 8 |
| Datum     | 2. Juli 2005 |
| Ort       | London, England |
| Songliste | Like a Prayer, Ray of Light, Music |
| Formate   | DVD: Live 8 – One Day One Concert One World |
| 2005      | Live at KoKo Club (Promotion zum Album Confessions on a Dance Floor)                                                                             |
| Datum     | 15. November 2005 |
| Ort       | London, England |
| Songliste | Hung Up, Get Together, I Love New York, Let It Will Be, Everybody                                                                                |
| Formate   | DVD: Nicht geplant. |
| 2005      | Live at G-A-Y (Promotion zum Album Confessions on a Dance Floor)                                                                                 |
| Datum     | 19. November 2005 |
| Ort       | London, England |
| Songliste | Hung Up, Get Together, Let It Will Be, I Love New York, Everybody/Jump                                                                           |
| Formate   | DVD: Nicht geplant. |
| 2005      | Live at Studio Coast (Promotion zum Album Confessions on a Dance Floor)                                                                          |
| Datum     | 7. Dezember 2005 |
| Ort       | Tokio, Japan |
| Songliste | Hung Up, Get Together, I Love New York, Let It Will Be, Everybody                                                                                |
| Formate   | DVD: Nicht geplant. |
| 2006      | Coachella Valley Music and Arts Festival |
| Datum     | 30. April 2006 |
| Ort       | Indio, USA |
| Songliste | Hung Up, Get Together, I Love New York, Ray of Light, Let It Will Be, Everybody                                                                  |
| Formate   | DVD: Nicht geplant. |
| 2007      | Live Earth |
| Datum     | 7. Juli 2007 |
| Ort       | Wembley-Stadion, London, England |
| Songliste | Hey You, Ray of Light, La Isla Bonita, Hung Up                                                                                                   |
| Formate   | 2DVD+CD: Live Earth – The Concerts for a Climate in Crisis                                                                                       |
| 2008      | Live at Roseland Ballroom (Promotion zum Album Hard Candy)                                                                                       |
| Datum     | 30. April 2008 |
| Ort       | New York, USA |
| Songliste | Candy Shop, Miles Away, 4 Minutes, Hung Up, Give It 2 Me, Music                                                                                  |
| Formate   | DVD: Nicht geplant |
| 2012      | Super Bowl Halftime Show (Promotion zum Album MDNA)                                                                                              |
| Datum     | 5. Februar 2012 |
| Ort       | Lucas Oil Stadium, Indianapolis, USA |
| Songliste | Vogue, Music (mit LMFAO), Give Me All Your Luvin’ (mit Nicki Minaj & M.I.A.), Express Yourself/Open Your Heart (mit Cee-Lo Green), Like A Prayer |
| Formate   | DVD: Nicht geplant |

## Musikalische Erfolge und Rekorde
Im Laufe ihrer Karriere stellte Madonna immer wieder eine Reihe neuer Weltrekorde auf, die weit über ihre musikalischen Erfolge hinausgingen. So ist ihr Kinderbuch The English Roses aus dem Jahre 2003 das bisher am schnellsten verkaufte Bilderbuch für Kinder. und ihr Bildband SEX das meistverkaufte Coffee Table Book.
Die größten Erfolge erzielte Madonna jedoch in der Musik. Im Folgenden ein Überblick ihrer wichtigsten musikalischen Erfolge:

### Tonträgerverkäufe
- Madonna ist mit über 300 Millionen verkauften Tonträgern die kommerziell erfolgreichste Sängerin der Welt und nach Elvis Presley, den Beatles und Michael Jackson der vierterfolgreichste Künstler.[108] Dafür erhielt sie mehrfach einen Eintrag im Guinness-Buch der Rekorde. Zuletzt im Jahr 2014.[109] Aktuell wird geschätzt, dass Madonna über 335 Millionen Platten verkauft hat.[110]
- Allein die Zahl ihrer weltweit verkauften Alben beträgt laut Weltverband der Phonoindustrie (IFPI) und Warner Bros. über 200 Millionen, davon hat sie allein in den USA über 64,5 Millionen verkauft.[111][112] Damit gehört sie neben den Rolling Stones, Pink Floyd, Michael Jackson, Elvis Presley und den Beatles zu den weltweit nur sechs Interpreten, die Albenverkäufe von über 200 Millionen aufweisen können.[113]
- Ihre Alben The Immaculate Collection (1990), True Blue (1986), Like a Virgin (1984) und Ray of Light (1998) gehören zu den weltweit meistverkauften Alben.
- Ihr Album The Immaculate Collection ist mit 30 Millionen verkauften Einheiten das weltweit meistverkaufte Greatest-Hits-Album eines Solo-Künstlers.[114]
- In den USA avancierte Like a Virgin (1984) zum ersten Album einer Sängerin, das sich über fünf Millionen Mal verkaufte. 1985 wurde das Album mit Fünffach-Platin ausgezeichnet.[115] Bis heute konnten weltweit über 21 Millionen Exemplare des Albums verkauft werden.[116]
- Ihre beiden Alben The Immaculate Collection (1990) und Confessions on a Dance Floor (2005) gehören in Großbritannien zu den 50 am schnellsten verkauften Alben.[117]
- Bis zur Veröffentlichung von Adeles 21 war The Immaculate Collection (1990) mit über 3,7 Millionen verkauften Exemplaren das meistverkaufte Album einer Sängerin in Großbritannien.
- True Blue (1986) ist mit fast 25 Millionen verkauften Exemplaren das weltweit erfolgreichste Studioalbum einer Sängerin der 1980er-Jahre. Es erreichte in 28 Ländern die Spitzenposition der Charts und brachte Madonna ihren ersten Eintrag ins Guinness-Buch der Rekorde.[118] Es ist außerdem mit über 1,5 Millionen verkauften Exemplaren das meistverkaufte Album eines ausländischen Künstlers in Italien.[119]
- Mit über 17,8 Millionen verkauften Singles hat Madonna in Großbritannien mehr Singles verkauft als jede andere Sängerin.[120]
- Justify My Love (1990) ist die weltweit meistverkaufte Single, die als VHS veröffentlicht wurde.[121]
- Ihr 2012 veröffentlichtes Album MDNA erhielt in Russland Siebenfach-Platin. Es war das erste Mal, dass ein nicht-russischer Künstler diese Auszeichnung erhielt.[122]

### Chart-Erfolge
- In Großbritannien ist Madonna mit 63 Top-10-Hits, 13 Nummer-eins-Hits und 12 Nummer-eins-Alben die mit Abstand erfolgreichste Künstlerin in der Chart-Geschichte.[123][124][125] Zwischen 1985 und 1994 erreichten 35 ihrer Lieder sogar ununterbrochen die Top 10 der Charts.[111]
- In den Vereinigten Staaten hat Madonna mit 38 Songs mehr Top-10-Hits als jeder andere Künstler, 12 davon erreichten die Spitze der Charts. Damit liegt sie hinter den Beatles auf Platz 2 der erfolgreichsten Interpreten in der Geschichte der Billboard-Charts.[126]
- Zwischen 1983 und 1989 konnte Madonna 17 ihrer Singles ununterbrochen in den Top 10 der amerikanischen Billboard-Charts platzieren. Damit brach sie den Langzeit-Rekord der Beatles.[127]
- Madonna hält den Rekord, die meisten Nummer-eins-Hits in einer einzelnen Billboard-Hitparade erzielt zu haben. Sie schaffte es 47 Mal an die Spitze der Billboard Dance Club Charts.[128]
- Mit insgesamt 164 Nummer-eins-Hits (Stand 2020) über alle Billboard-Charts verteilt, hatte Madonna mehr Nummer-eins-Hits als jeder andere Künstler. Zuletzt erreichte ihr Studioalbum Madame X (2019) die Spitze der US-Albumcharts und ihre Single I Don’t Search, I Find (2020) Platz 1 der Billboard Dance Club Charts.[129]
- Das US-Billboard-Magazin kürte Madonna 2013 im Rahmen einer Analyse zum „Top Artist Of The 1980s“. Damit war sie in den 80ern erfolgreicher als ihre größten musikalischen Konkurrenten Michael Jackson, Prince und Whitney Houston.[130]
- Mit 62 Songs (davon 26 in den Top 10) ist Madonna laut Billboard der erfolgreichste Solo-Künstler in den deutschen Singles-Charts.[131][132]
- Hung Up kletterte 2005 in 41 Ländern an die Spitze der Charts. Damit ist Hung Up die Single, die in den meisten Ländern der Welt Platz 1 erreicht hat.[133]
- Madonna ist die einzige internationale Künstlerin, die jemals in den japanischen Album-Charts mit zwei Alben gleichzeitig in den Top 10 vertreten war. Dies gelang ihr 2012 mit MDNA und der Kompilation The Complete Studio Albums.[134]
- Mit 34 Wochen ununterbrochen an der Spitze hielt sich True Blue (1986) länger auf Platz 1 als jedes andere Album in der Geschichte der europäischen Album-Charts.[135]
- Madonna hält den Rekord, als älteste Künstlerin sowohl Platz 1 der britischen Singles- als auch Album-Charts zu belegen. Dies gelang ihr 2005 mit Hung Up und dem dazugehörigen Album Confessions on a Dance Floor.[136]

### Touring
- Madonnas Sticky & Sweet Tour (2008) und MDNA Tour (2012) belegen in der Liste der weltweit erfolgreichsten Tourneen einer Sängerin die Plätze 1 und 2. Mit ihrer Rebel Heart Tour (2015) gelang ihr der Durchbruch zum bisher erfolgreichsten Solo-Touring-Act. Insgesamt spielte Madonna durch ihre Welttourneen über 1,3 Milliarden US-Dollar ein.[137]
- Bereits für ihre Confessions Tour (2006) erhielt Madonna einen Eintrag ins Guinness-Buch der Rekorde: Sie war mit Einnahmen von 193,7 Millionen US-Dollar und 1,2 Millionen verkauften Tickets die bis dato erfolgreichste Welttournee einer Sängerin. Diesen Rekord brach Madonna zwei Jahre später ein weiteres Mal, als sie mit ihrer eigenen Sticky & Sweet Tour sogar über 408 Millionen US-Dollar einspielte.[138]
- Ihr Auftritt im finnischen Helsinki im Rahmen der Sticky & Sweet Tour am 6. August 2009 ist mit 85.000 verkauften Tickets das größte jemals gehaltene Konzert eines Künstlers in Skandinavien.[139]
- Am 29. August 1987 trat Madonna in Paris im Rahmen ihrer Who’s That Girl World Tour vor über 131.000 Menschen auf. Ein in Frankreich bis heute ungebrochener Rekord.[140] Daneben trat sie am 6. November 1993 während ihrer The Girlie Show World Tour in Rio de Janeiro vor rund 120.000 Menschen auf. Damit ist sie in der Musikgeschichte die bisher einzige Solo-Künstlerin, die bei ihren Konzerten gleich zweimal vor über 100.000 Menschen aufgetreten ist.[141]

### Sonstige Rekorde
- Mit 125 Millionen US-Dollar zwischen 2012 und 2013 hält Madonna den Rekord für die höchsten Jahreseinnahmen eines Musikers.[142]
- Madonna ist mit einem Vermögen von rund 1 Milliarde US-Dollar die reichste Person im Musikgeschäft.[143]
- Mit Evita (1996) hält Madonna den Rekord für die meisten Kostümwechsel (85) in einem Film.[144]
- Zwischen 2000 und 2009 war Madonna der meistgespielte Interpret im britischen Radio.[145]
- Ihre Super Bowl Halftime Show (2012) war mit über 114 Millionen Zuschauern das bis dato meistgesehene TV-Ereignis in den USA.[146]
- Bis heute ist ihr Londoner Konzert im Rahmen der Don’t Tell Me Promo-Tour mit 11 Millionen Zuschauern im Internet das meistgesehene Konzert im Internet.[110]
- Mit insgesamt 19 Einträgen hält Madonna den Rekord für die meisten Einträge einer Sängerin im Guinness-Buch der Rekorde.[147]

Siehe auch: Madonna (Künstlerin)/Auszeichnungen für Musikverkäufe und Madonna (Künstlerin)/Diskografie

## Werbung
Eine Liste der Werbeeinsätze (inklusive Benefiz und Promotion).
- 1985: MTV (I Want My MTV, TV-Spot)
- 1987: Panasonic (Japan, TV-Spot) (Song Open Your Heart)
- 1987: Mitsubishi (Japan, 3 TV-Spots) (Song La Isla Bonita)
- 1988: Musicians For Life (USA, TV-Spots)
- 1989: Pepsi (Weltweite Kampagne, TV-Spot. Nach Like A Prayer-Skandal abgebrochen)
- 1990: Pioneer (Japan, TV-Spot)
- 1990: Rock The Vote (USA, TV-Spot) (Song Vote/Vogue)
- 1991: Good Morning America (USA, TV-Spot)
- 1991: Red Cross (USA, TV-Spot)
- 1992: Pure Estiquers (Japan, 2 TV-Spots)
- 1992: Global Warming (USA, TV-Spot)
- 1992: Rock The Vote (USA, TV-Spot)
- 1995: Takara/June Legend (Japan, 3 TV-Spots) (Song I’m pure)
- 1995: Versace (Weltweit, Anzeigen)
- 1996: Environmental Awareness (USA, TV-Spot)
- 1999: Ensemble (Frankreich, TV-Spot)
- 1999: Max Factor/Ellen Betrix (Weltweite Kampagne, 4 TV-Spots)
- 1999: Ebel: Tag Heuer Swiss Tag Watch (Anzeigen)
- 1999: GAP (Song Dress You Up, TV-Spot)
- 2000: NSPCC (USA, TV-Spot)
- 2001: BMW (Internet, Film: The Hire: Star)
- 2001: Microsoft Windows XP (Song Ray Of Light für TV-Spot)
- 2001: Madonna Condoms (Verpackung basierend auf einer Aktfotografie von 1979 von Martin Schreiber. Legal, aber nicht autorisiert)
- 2002: Oxygen (US-amerikanischer Fernsehsender)(USA, TV-Spot)
- 2002: Yahoo (Internet)
- 2003: Estée Lauder: Beyond Paradise (Song Love Profusion und Promotion)
- 2003: GAP (Weltweit, TV-Spot, Song Into the Hollywood Groove)
- 2005: Versace (Weltweit, Anzeigen)
- 2005: Moto ROKR iTunes/Motorola (Internet, TV-Spot, Song Hung Up)
- 2006: H&M
- 2007: H&M
- 2007: Ariake/Just perfect/Think Family, (TV-Spots)
- 2007: Seat
- 2009: Louis Vuitton (Handtaschen)
- 2010: Dolce & Gabbana
- 2014: Versace (Weltweit, Anzeigen)
- 2016: Pepsi (Song Express Yourself)

## Auszeichnungen
Überblick über Madonnas bisherige Auszeichnungen.

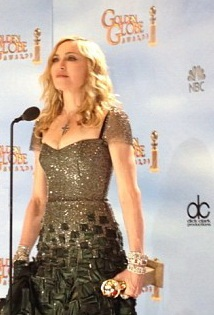
Madonna mit dem Golden Globe Award für den besten Filmsong 2012

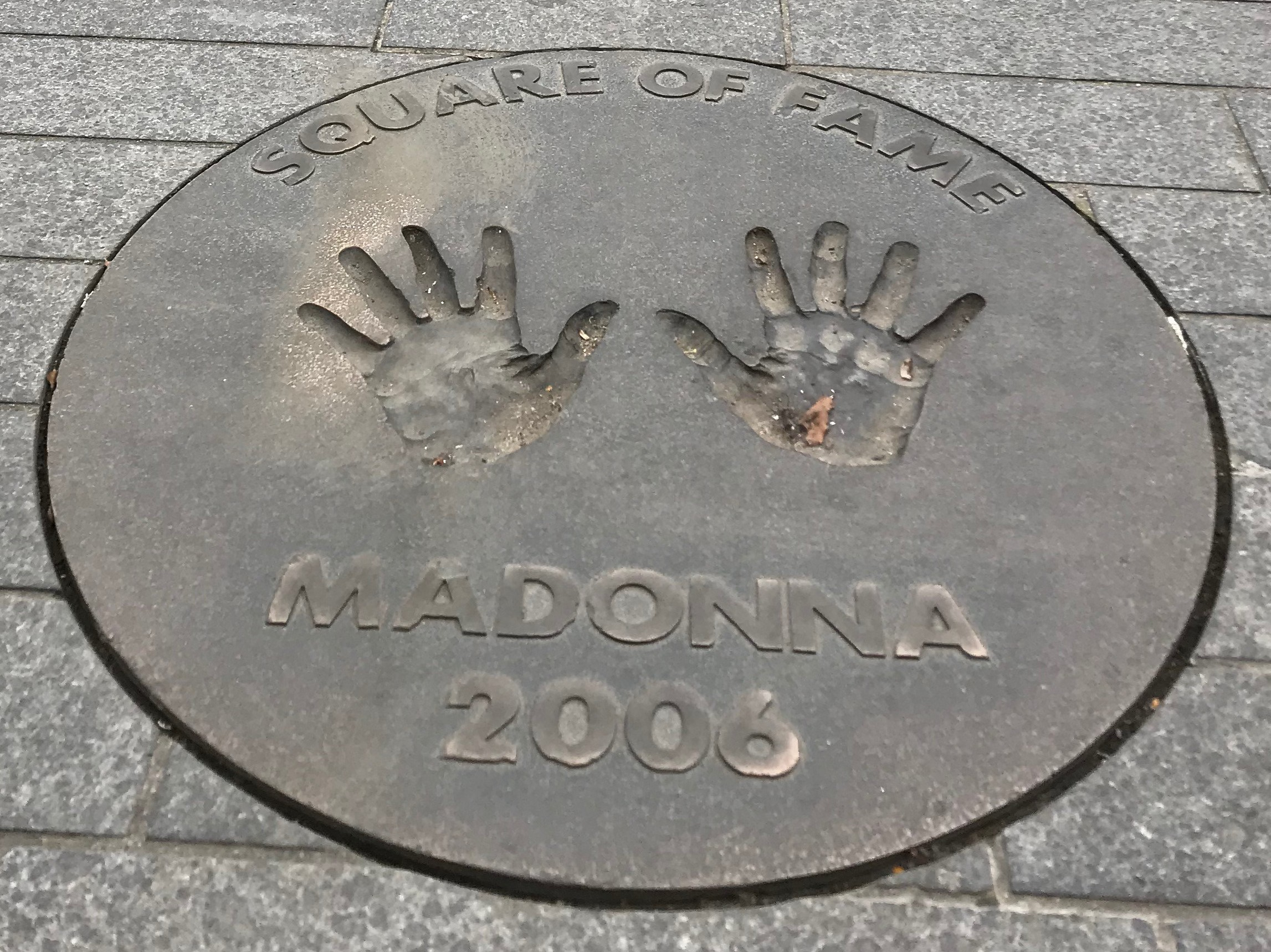
Madonnas Hände im Wembley Square of Fame in London

- Amadeus Austrian Music Awards (Single des Jahres 2006)
- American Foundation for AIDS Research (AMFAR) Award (Award of Courage, 1991)
- American Moviegoers Award (Beste Schauspielerin, 1997)
- American Music Awards (Favorite Pop/Rock Female Video Artist, 1987; Favorite Dance Single 1991; International Artist of the Year Award, 2003)
- American Society of Composers, Authors and Publishers (Most performed songs from Motion Pictures 1987, 1988, 1993, 2000; most performed song 1994, 1996, 1999, 2000, 2002; Top Dance Song 1999, 2001; Award-Winning Dance Song 2000, 2002)
- Arion Music Award (Best Selling Foreign Album und Best Selling Foreign Single, 2006; Best Selling Foreign Album und Best Selling Foreign Single, 2007)
- ASCAP Pop Music Awards (Most Performed Song 1994, 1996, 1999, 2000, 2002)
- ASCAP Rhythm & Soul Music Awards (Top Dance Song 1999, 2001; Award-Winning Dance Song 2000, 2002)
- AOL Viewers Choice Award (Best TV Concert, 2002)
- Astronomie: Benennung eines Asteroiden nach ihr ((34760) Ciccone, 2021)
- Billboard Music Awards (1985: Top Dance Club Play Artist, Top Dance Sales Artist, Top Pop Artist, Top Pop Album Artist – Female, Top Pop Singles Artist, Top Pop Singles Artist – Female, Top Music Video; 1986: Top Music Video; 1987: Top Dance Sales Artist, Top Pop Singles Artist, Top Pop Singles Artist – Female; 1989: Top Adult Contemporary Artist; 1995: Top Hot 100 Singles Artist – Female, Top Hot Dance Club Play Artist; 1996: Artist Achievement Award; 1998: Top Hot Dance Club Play Artist, Top Hot Dance Club Play Single; 2000: Top Hot Dance Club Play Artist, Top Hot Dance Club Play Artist – Female, Top Hot Dance Maxi-Single Sales Artist – Female, Top Hot Dance Maxi-Single Sales; 2001: Top Hot Dance Club Play Artist; 2002: Top Hot Dance Maxi-Single Sales Artist; 2003: Top Hot Dance Maxi-Single Sales Artist; 2004: Top Hot Dance Club Play Artist, Top Hot Dance Singles Sales Artist, Top Hot Dance Single Sales; 2006: Top Electronic Artist, Top Hot Dance Airplay Artist, Top Hot Dance Club Play Artist, Top Hot Dance Singles Sales Artist, Top Electronic Album; 2008: Top Hot Dance Singles Sales Artist; 2013: Top Touring Artist, Top Dance Artist, Top Dance Album)
- Billboard Video Awards (Best Video, 1989; Best Pop/Rock Female Artist, 1992; Best Pop Clip of the Year, 1999, 2000, 2001; Best Video of the Year, 2000; Best Dance Clip of the Year, 2001)
- Billboard Touring Awards (Top Tour 2004, 2006, 2009, 2012; Top Boxscore, 2006; Top Draw 2006, 2009; Concert Marketing and Promotion Award, 2012)
- Bizarre Readers Awards (Best Female, Best Live Act, 2006)
- Boyz Award (Bestes Album, beste Single, beste Künstlerin, beste Künstlerin Pop, 2006)
- Bravo Otto (Beste Sängerin 1985, 1986, 1987, 1989, 1992, 1994)
- BRIT Awards (Best International Solo Artist 1986, 1987, 1988, 1992, 1993; Best International Female 1991, 1995, 1999, 2001; International Female Solo Artist 2006; Pop Act 2006; International Album 2006)
- Comet (Act International, 1998)
- Dancestar Award (Best Chart Act, 2004)
- Croatian Porin Music Awards (Best International Video, Best International Album, 1999)
- Danish Music Awards (Best International Female Vocalist, Best International Album 1999; Best International Album, Best International Hit 2001)
- Diamond Award (1998)
- Echo (Bester Internationaler Künstler weiblich 1996, 2001, 2004, 2006, 2009; Hit des Jahres 2006)
- Edison Award (Best International Female Artist, 2001)
- ELLE Style Award (Style Icon Award, 2007)
- Fryderyk Music Award (Best Foreign Album 1998, 2000)
- Goldene Himbeere (Schlechteste Schauspielerin 1987, 1988, 1994, 2001 und 2003)
- Golden Giraffe Award (Hungarian Music Awards) (International Pop Album of the Year 1999, 2001)
- Golden Globe Award (Best Original Song 1988, 1993, 1995, 2000, 2003, 2012; Best Actress – Motion Picture Musical or Comedy 1997)
- Grammy Awards (Best Music Video, Long Form, 1992; Best Pop Album, Best Dance Recording, Best Short Form Music Video, 1999; Best Song Written for a Motion Picture, Television or Other Visual Media, 2000; Best Electronic/Dance Album, 2007; Best Long Form Music Video, 2008)
- IFPI Platinum Europe Award der International Federation of the Phonographic Industry (2005)
- International Dance Music Award (Best Dance Solo Artist, 1999, 2001, 2002, 2006, 2007; Best Dance Video, 1999, 2001, 2006; Best Pop 12" Dance Record, 2001; Best Dance Video 2006; Best Pop Dance Track, 2006, Best Dance Music Video, 2007)
- Ivor Novello Award (Best Contemporary Song, Most Performed Work, International Hit of the Year, 2000; Most Performed Work, International Hit of the Year, 2007)
- Juno Award (International Album of the Year, 1987; Best Selling International Single, 1991)
- Jupiter (Größte Fehlbesetzung, 1991, 1995)
- Las Vegas Film Critics Society Awards (Best Song, 1999)
- MTV Latin Music Awards (Best Pop Artist International, 2003)
- MTV Video Music Awards (Video Vanguard Award, 1986; Best Female Video, 1987; Viewer’s Choice, 1989; Best Long Form Video, 1991; Best Female Video, 1995; Best Female Video, Video of the Year, 1998; Best Video From a Film, 1999)
- MTV Europe Music Awards (Best Female, 1998, 2000; Best Album, 1998; Best Dance, 2000)
- MVPA Award (Best Special Effects, Pop Video of the Year, 1999; Best Cinematography, Best Make-Up, 2000; Best Direction of a Female Artist, Video of the Year, MVPA Hall of Fame Award, 2001; Soundtrack Video of the Year, 2003; Best Make-Up, 2006)
- Music Week CAD Awards (Best Special Effects in a Video, Best Editing in a Video, Best Dance Video, 1999)
- Much Music Awards (Best International Video, 1998)
- Music Hall Of Fame (GB, 2004)
- Musician Magazine (Artist of the Decade, 1989)
- NRJ Music Award (International Female Artist of the Year, International Album of the Year, 2001; NRJ Award of Honor, 2004; International Female Artist of the Year, 2006)
- Online Film & Television Association Awards (Best Original Song, 1996, 1999)
- People’s Choice Award (Favorite Female Musical Performer, 1987)
- Pink Paper Award (Best Album, Best Single, Best Musical Artist, Best Live Event, 2006)
- Playboy Award
- Pollstar Concert Industry Awards (Most Creative Stage Production, 1990, 2006)
- Premios Amigo Award (Best International Female Solo Artist, 2000)
- Recording Industry Association of America (RIAA) (Top Selling Female Rock Artist of the 20th Century, 1999)
- Rock and Roll Hall of Fame (2008)
- Rockbjörnen Award (Best International Artist, 1989, 1992, 1998; Best International Album, 1989, 1998, 2005)
- Rolling Stones’ Readers Poll Awards (Worst Female Singer & Worst Video, 1990; Best Single, Best Video, 1991; Best Dressed Female Artist, 1992; Best Dressed Female Artist, Worst Album Cover for Erotica 1993)
- Rolling Stones’ Critics Picks (Hype of the Year, 1993)
- Rolling Stones’ Latin American Music Awards (Best Female Artist, 2007)
- Satellite Award (Bester Filmsong, 1997)
- Smash Hits Poll Winners Party-Awards (Best Female Solo Singer, 1990, 1991, 1992; Most Fanciable Female, 1990, 1991, 1992)
- Telegatto (Best International Female Artist, 1993)
- Theatregoers’ Choice Theatre Award (Theatre Event of the Year, 2003)
- TRL Awards (Lifetime Achievement Award, 2006)
- UK NME Survey (Top Singles Artiste of The Year, 1985)
- VH1 Do Something! Awards (Docu Style Award, 2010)
- VH-1 Fashion Award (Most Fashionable Artist, Viewer’s Choice: Most Fashionable Artist, 1995; Most Fashionable Artist, Most Stylish Music Artist, The Versace Award, 1998)
- Virgin.net Music Awards (Best Solo Female Artist, Best Song, 2006; Best Solo Artist, 2007)
- World Music Awards (Best Selling U.S. Artist, 2006)
- Der Rolling Stone listete Madonna auf Rang 36 der 100 größten Musiker sowie auf Rang 56 der 100 größten Songwriter aller Zeiten.[148][149]